# Yehuecauhceratops mudei
Yehuecauhceratops mudei es la única especie conocida del género extinto Yehuecauhceratops ("antiguo rostro con cuernos") de dinosaurio ornitisquio ceratopsio que vivió a finales del período Cretácico, hace aproximadamente 72 millones de años durante el Maastrichtiense, en lo que es hoy Norteamérica. Sus restos fueron encontrados en  Coahuila, México. Solo contiene a una especie, Y. mudei,  descrita por Rivera-Sylva et al. en 2016 y nombrada formalmente por Rivera-Sylva et al. en 2017.

## Descripción
Yehuecauhceratops era un ceratópsido de tamaño mediano, con una longitud de cerca de 3 metros. El espécimen tipo probablemente corresponde a un individuo adulto o subadulto, al juzgar por el grado de fusión en la vértebra. Su pequeño tamaño relativo lo hacía más pequeño que Agujaceratops y Coahuilaceratops, los otros dos ceratópsidos en su entorno. Los tres pueden haber estado segregados ecológicamente. Una cresta con una sola proyección rugosa cerca de la parte inferior del hueso escamoso, que probablemente sostenía un pequeño cuerno, permite distinguir a Yehuecauhceratops de otros centrosaurinos. Sus afinidades con los centrosaurinos nasutoceratopsiniidos, como Avaceratops y Nasutoceratops, están respaldadas por varias similitudes morfológicas con el primero.

### Material craneano
El hueso escamoso de Yehuecauhceratops es el único elemento que permite distinguirlo con seguridad de otros ceratópsidos. Tenía un borde en pendiente en su margen con el hueso parietal, el cual es característico de todos los centrosaurinos. A diferencia de los centrosaurinos más derivados como Styracosaurus, Centrosaurus y Pachyrhinosaurus, su escamoso es más largo que ancho, como ocurre en Avaceratops. La sección posterior expandida del escamoso tiene el doble de la longitud que el resto del hueso. En su margen superior, el escamoso contribuía a delinear la fenestra supratemporal, la cavidad que perforaba su gola.

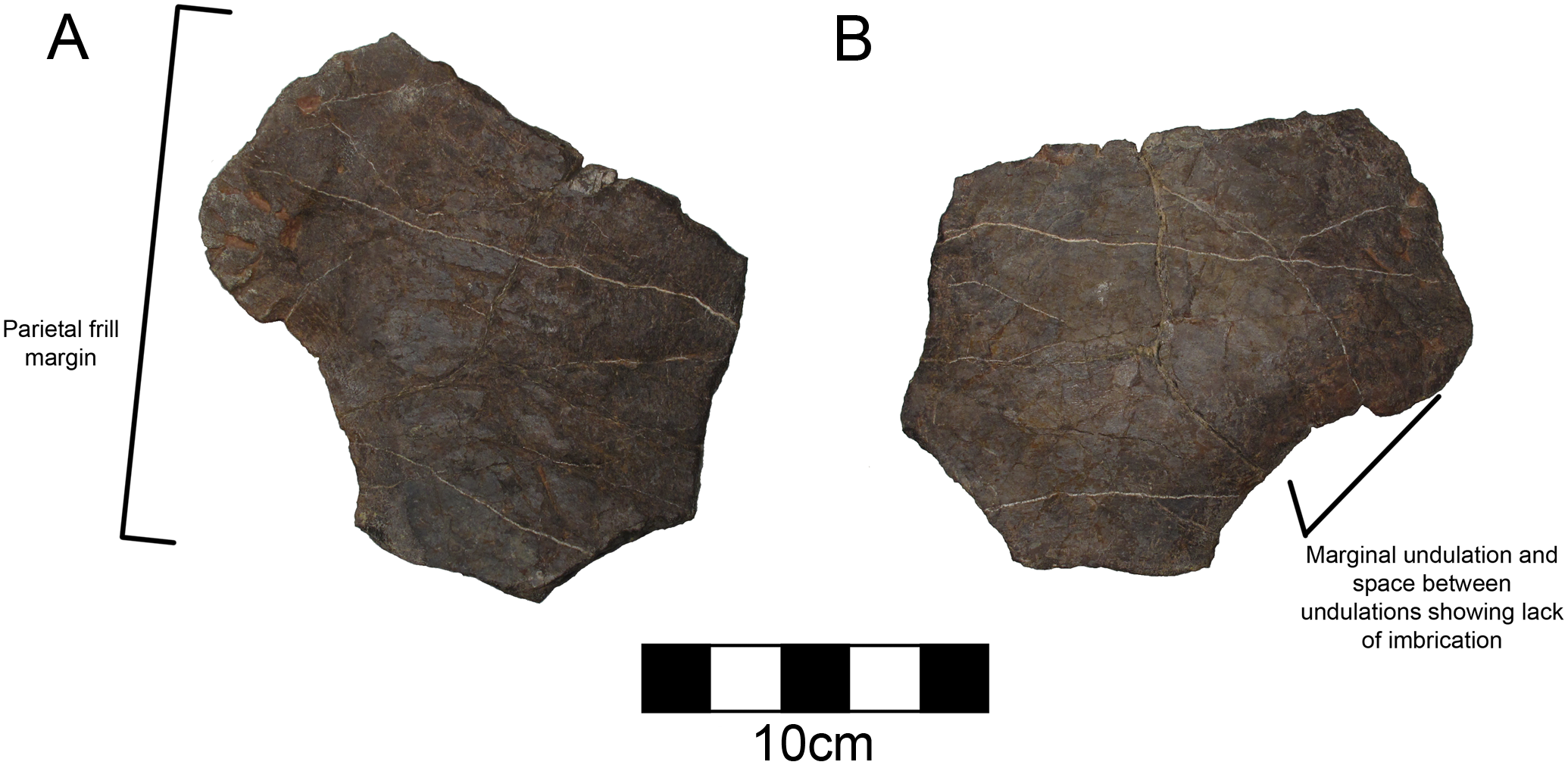
Fragmento parietal de Yehuecauhceratops.

A lo largo del borde externo del escamoso, se hallan tres ondulaciones prominentes que probablemente servían de apoyo a epiosificaciones, aunque estas faltan en el fósil. La segunda ondulación está levemente desviada hacia arriba como en los centrosaurinos más derivados. Sin embargo, en Wendiceratops y los centrosaurinos más derivados hay al menos cuatro o cinco ondulaciones, en lugar de tres. Hay una cresta que corre a través del escamoso cerca de la parte inferior del hueso; esta es menos prominente que en Nasutoceratops, y no se extiende en el "abanico" posterior del hueso. A diferencia de Avaceratops, Wendiceratops y Albertaceratops, faltan las tres protuberancias lisas a lo largo de la cresta; en cambio, solo hay una protuberancia rugosa cerca de la mitad de la cresta, la cual probablemente apoyaba un cuerno pequeño. Esta característica permite distinguirlo de otros centrosaurinos.
Al juzgar por los fragmentos del parietal, este era un hueso relativamente liso. Las piezas más grandes y gruesas, las cuales se originan de cerca del centro de la gola, sugieren que Yehuecauhceratops probablemente tenía fenestras relativamente pequeñas, en contraste con muchos centrosaurinos excepto por Avaceratops. Se preservó además una epiosficación parietal; esta tiene un borde simple en forma luna creciente, no muy diferente en forma a las ondulaciones del escamoso, y con su superficie rugosa. Como en Diabloceratops, Avaceratops, Xenoceratops y Nasutoceratops, esta epiosificación no es inmediatamente adyacente o sobrepuesta a ninguna otra epiosificación; en cambio, tiene una ondulación interna en el hueso justo al lado de la epiosificación.

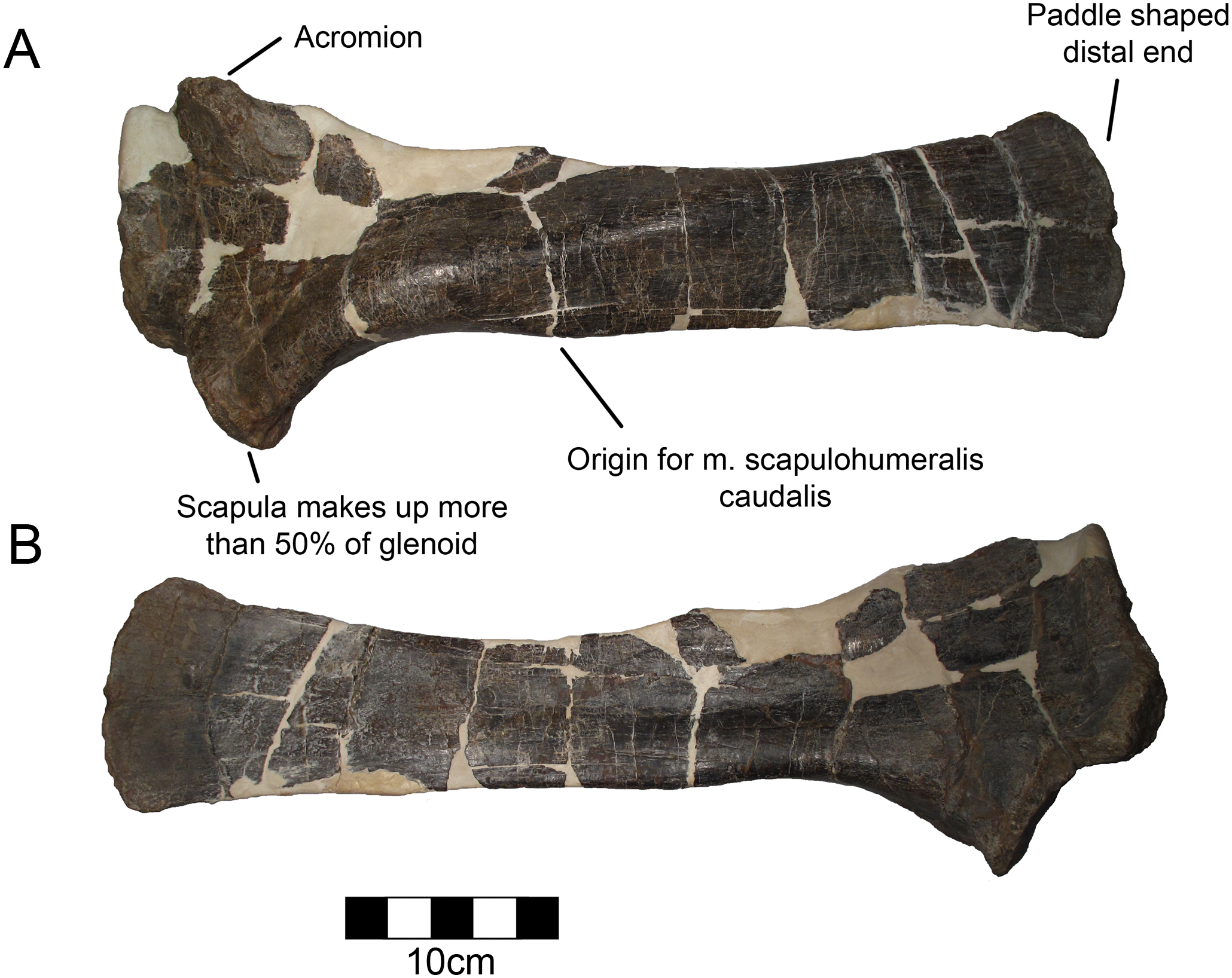
La escápula de Yehuecauhceratops.

Una sección preservada de premaxilar contiene el borde de la narina; posee una cresta que se extiende diagonalmente a través del hueso la cual, como ocurre en Diabloceratops, es más prominente que la de Avaceratops. La superficie interior del hueso era rugosa excepto por la parte superior que rodeaba a la narina, la cual es también la parte con mayor grosor del hueso. Una pieza del dentario proviene probablemente del tercio posterior de la mandíbula, al juzgar por la presencia del proceso coronoides de la mandíbula. Esta pieza preserva una fila de dientes, con seis alvéolos dentales con tres dientes completamente erupcionados, los cuales se inclinan hacia la mitad del animal desde el centro del hueso.

### Material postcraneano
Como es típico de los centrosaurinos, la escápula forma cerca de la mitad de la articulación glenoide. Como en otros ceratópsidos, el acromion era prominente y muy rugoso. En el borde inferior del hueso, hay un ángulo abrupto de 25° en el punto más grueso del hueso en lugar de una curvatura gradual. El extremo superior de la escápula estaba ensanchado dándole la apariencia de un remo. Como en otros ceratopsios, el ilion estaba muy inclinado, cuya sección inclinada del hueso se percibe como recta al ser observada desde arriba.

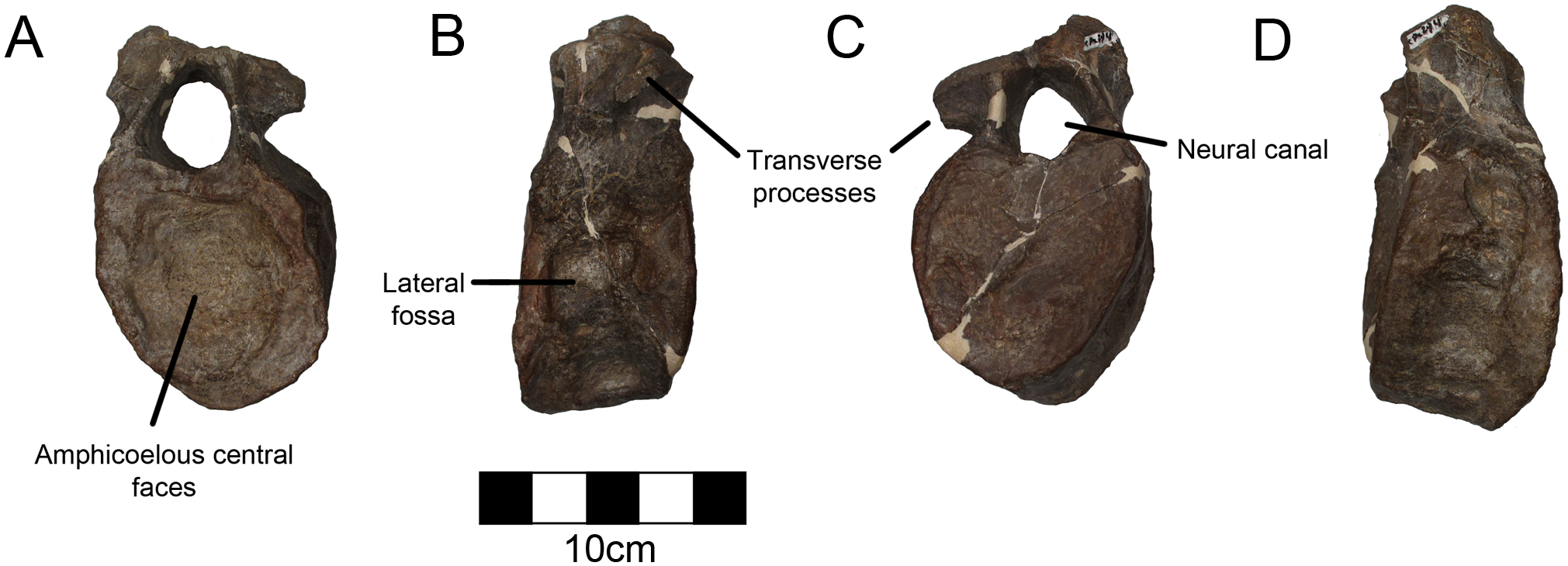
Vértebra dorsal de Yehuecauhceratops.

El fémur tenía un eje robusto, recto y apenas curvado como en Avaceratops, aunque parte de esto podría ser un efecto del aplastamiento. En el fémur, la cabeza femoral es redondeada y en forma de globo, el trocánter mayor está separado de la cabeza femoral y se eleva sobre esta, y el cuarto trocánter forma una cresta prominente como en otros centrosaurinos. La cresta cnemial de la tibia está expandida y tiene cerca del 40% de la anchura del extremo expandido del hueso, lo cual es similar a Avaceratops.
Una vértebra dorsal, la cual probablemente proviene de cerca de la transición del cuello al torso tomando en cuenta su canal neural grande, tiene bordes levemente contraídos, con una depresión a cada lado al nivel del canal neural. Los extremos articulares de la vértebra son redondeados y cóncavos en ambos lados (es decir, anficélicos). El canal neural en sí mismo es cerca de 25% más alto que ancho. El arco neural, el cual cierra el canal neural, está casi enteramente fusionado con el resto del hueso; sin embargo, un pequeño rastro de la sutura es apenas visible en algunos puntos del hueso.

## Descubrimiento e investigación

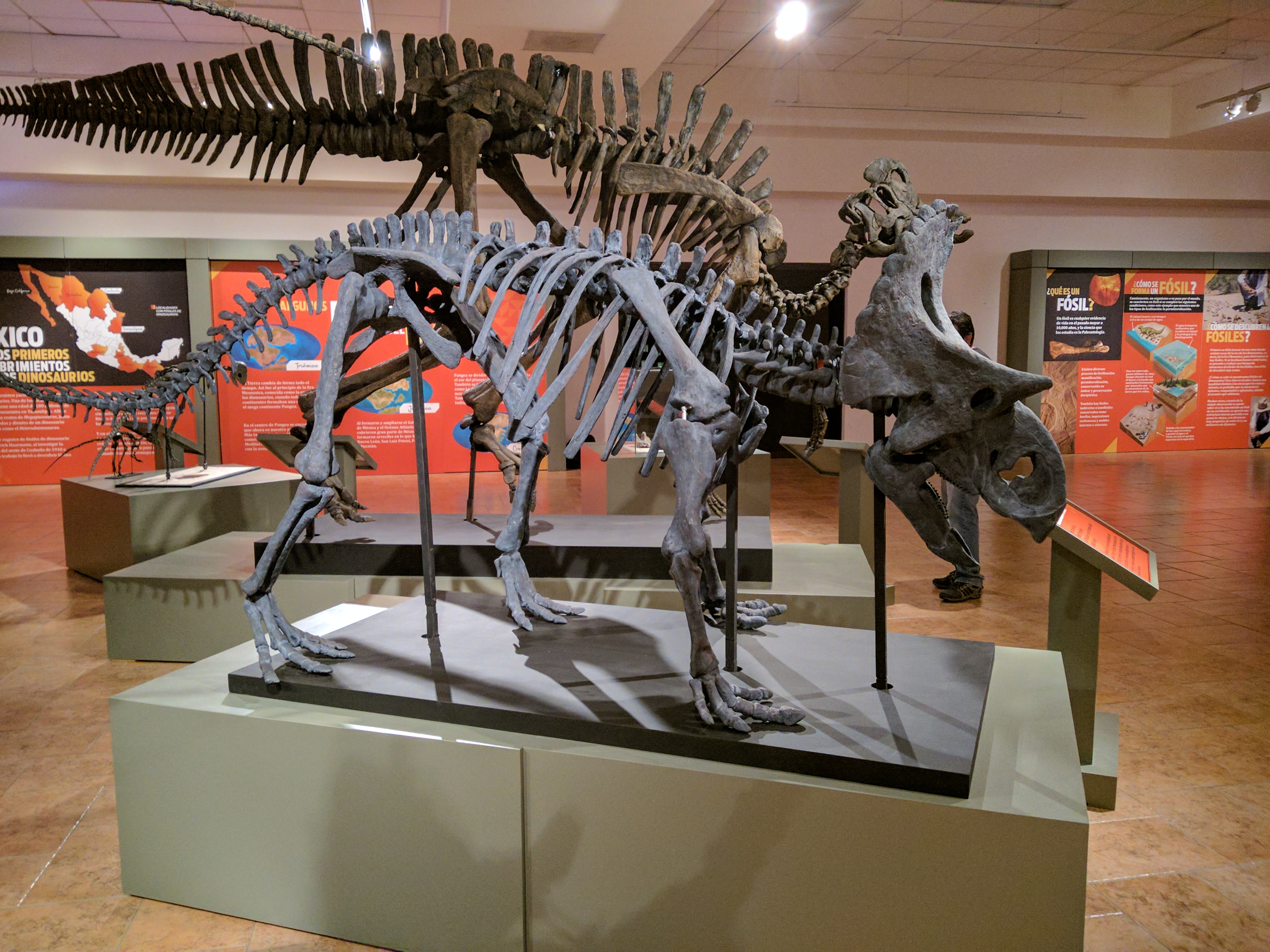
Esqueleto montado en la exposición temporal "Dinosaurios Ahora" en febrero de 2016 en el Museo del Desierto, Coahuila, México.

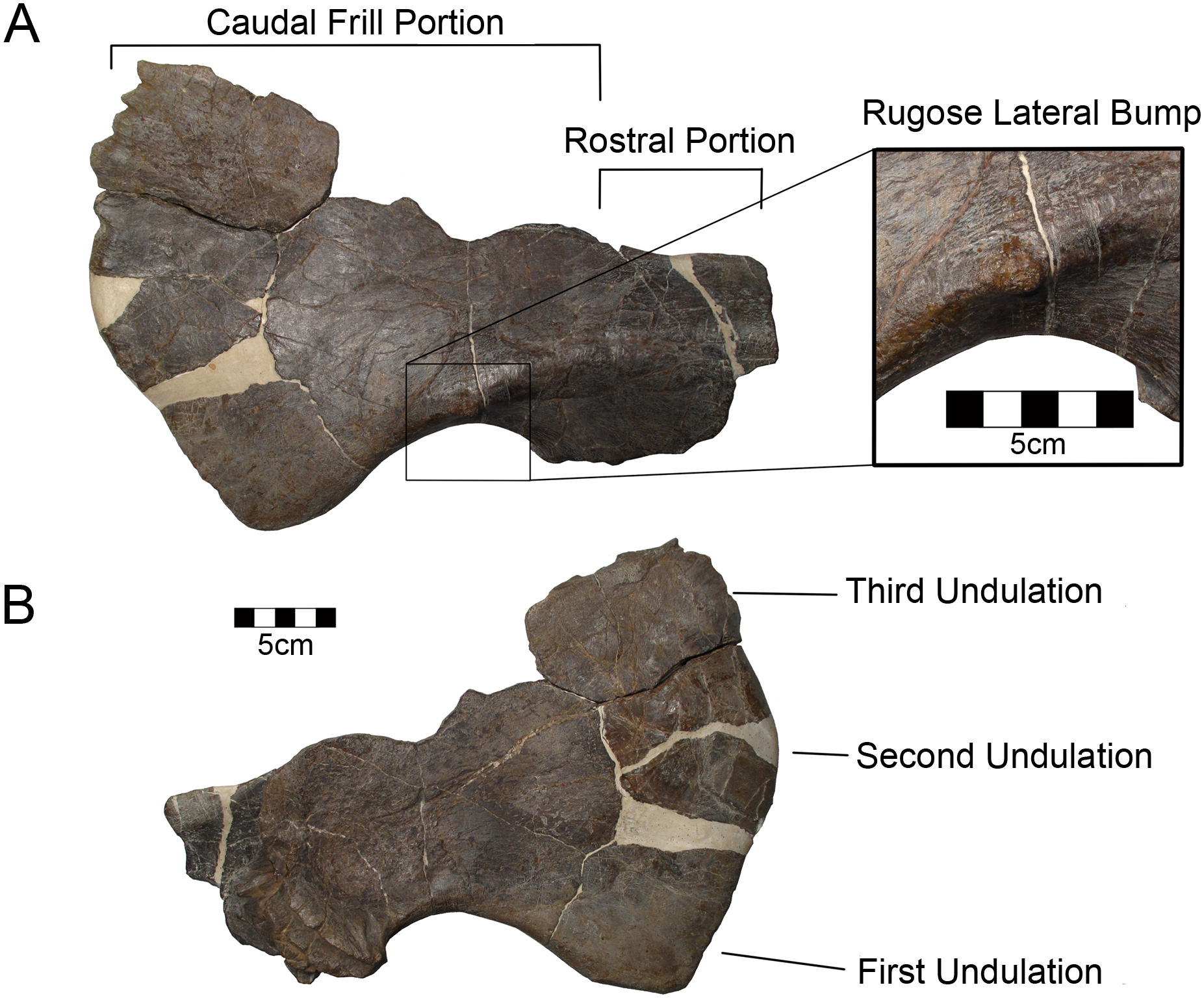
Hueso escamoso holotipo de Yehuecauhceratops.

Los especímenes de Yehuecauhceratops fueron recuperados durante excavaciones de 2007 a 2011 en una localidad cercana al pueblo de La Salada, en Ocampo, Coahuila en México, cerca de 23.3 kilómetros al sur del parque nacional Big Bend en Texas, Estados Unidos. Las rocas expuestas en esta localidad pertenecen a la Formación Aguja del Campaniense, aunque su localización precisa dentro del rango temporal de esta formación es difícil de establecer. Los especímenes atribuidos a Yehuecauhceratops están almacenados en la colección paleontológica del Museo del Desierto.
Al holotipo de Yehuecauhceratops se le ha dado el número de espécimen CPC 274. Este consiste de un hueso escamoso izquierdo casi completo, tres fragmentos del hueso parietal, un fragmento del premaxilar y otro del dentario, una escápula y fémur completos, la sección del ilion en frente del acetábulo, y parte de una vértebra dorsal con la espina neural rota. También se reportaron partes de las costillas, fragmentos de los tendones osificados que soportaban la cola, y fragmentos misceláneos de huesos. Adicionalmente, hay un fragmento de tibia que es demasiado pequeño como para pertenecer a CPC 274. Este segundo espécimen ha sido catalogado con el número de espécimen CPC 1478.
Aunque estos dos especímenes fueron descritos inicialmente por Rivera-Sylva et al. en 2016 como un centrosaurino indeterminado, fueron luego nombrados formalmente en 2017 por Héctor E. Rivera Sylva, Eberhard Frey, Wolfgang Stinnesbeck, José Rubén Guzmán-Gutiérrez y Arturo Homero González-González con base en las características diagnósticas en el escamoso. El nombre del género, Yehuecauhceratops, se deriva de la palabra nahuatl yehuecauh por "antiguo" y el sufijo en griego ceratops por "rostro con cuernos". Por su parte, el nombre de la especie mudei hace referencia al acrónimo del Museo del Desierto, MUDE.

## Clasificación
Un análisis filogenético publicado en 2016 encontró que Yehuecauhceratops ocupaba una posición bastante basal en la subfamilia Centrosaurinae, situándose en el mismo clado que Avaceratops y Nasutoceratops, un grupo que posteriormente sería llamado Nasutoceratopsini. Ciertamente, Yehuecauhceratops y Avaceratops comparten varias características.
La singular protuberancia rugosa del hueso escamoso de Yehuecauhceratops solo se ha observado entre los centrosaurinos en NMMNH P-25052, un cráneo de la más antigua Formación Menefee de Nuevo México, y NMMNH P-34906, de la igualmente más antigua Formación Fort Crittenden de Arizona. Sin embargo, dado que estos especímenes están separados temporalmente por más de un millón de años, es improbable que pertenezcan al mismo género. Adicionalmente, el espécimen UMNH VP16704, conocido como el "cráneo de Nipple Butte", también se parece a Yehuecauhceratops y a NMMNH P-25052 por tener un extremo en forma de abanico en el escamoso, aunque carece de la distintiva protuberancia.

### Filogenia
El consenso estricto de los árboles filogenéticos recuperados por el análisis es mostrado en el siguiente cladograma.
|  | Wendiceratops |
|  |               |
|  | Sinoceratops  |
|  |               |

|  | Rubeosaurus                                              |
|  |                                                          |
|  | Styracosaurus                                            |
|  |                                                          |
|  | Coronosaurus                                             |
|  |                                                          |
|  | \| \| Centrosaurus \| \| \| \| \| \| Spinops \| \| \| \| |
|  |                                                          |
|  | Centrosaurus                                             |
|  |                                                          |
|  | Spinops                                                  |
|  |                                                          |

|  | Centrosaurus |
|  |              |
|  | Spinops      |
|  |              |

|                  | Achelousaurus |
|                  | |
| Pachyrhinosaurus | \| \| Pachyrhinosaurus canadensis \| \| \| \| \| \| Pachyrhinosaurus lakustai \| \| \| \| \| \| Pachyrhinosaurus perotorum \| \| \| \| |
|                  | \| \| Pachyrhinosaurus canadensis \| \| \| \| \| \| Pachyrhinosaurus lakustai \| \| \| \| \| \| Pachyrhinosaurus perotorum \| \| \| \| |
|                  | Pachyrhinosaurus canadensis |
|                  | |
|                  | Pachyrhinosaurus lakustai |
|                  | |
|                  | Pachyrhinosaurus perotorum |
|                  | |

|  | Pachyrhinosaurus canadensis |
|  |                             |
|  | Pachyrhinosaurus lakustai   |
|  |                             |
|  | Pachyrhinosaurus perotorum  |
|  |                             |

|                  | Achelousaurus |
|                  | |
| Pachyrhinosaurus | \| \| Pachyrhinosaurus canadensis \| \| \| \| \| \| Pachyrhinosaurus lakustai \| \| \| \| \| \| Pachyrhinosaurus perotorum \| \| \| \| |
|                  | \| \| Pachyrhinosaurus canadensis \| \| \| \| \| \| Pachyrhinosaurus lakustai \| \| \| \| \| \| Pachyrhinosaurus perotorum \| \| \| \| |
|                  | Pachyrhinosaurus canadensis |
|                  | |
|                  | Pachyrhinosaurus lakustai |
|                  | |
|                  | Pachyrhinosaurus perotorum |
|                  | |

|  | Pachyrhinosaurus canadensis |
|  |                             |
|  | Pachyrhinosaurus lakustai   |
|  |                             |
|  | Pachyrhinosaurus perotorum  |
|  |                             |

|  | Rubeosaurus                                              |
|  |                                                          |
|  | Styracosaurus                                            |
|  |                                                          |
|  | Coronosaurus                                             |
|  |                                                          |
|  | \| \| Centrosaurus \| \| \| \| \| \| Spinops \| \| \| \| |
|  |                                                          |
|  | Centrosaurus                                             |
|  |                                                          |
|  | Spinops                                                  |
|  |                                                          |

|  | Centrosaurus |
|  |              |
|  | Spinops      |
|  |              |

|                  | Achelousaurus |
|                  | |
| Pachyrhinosaurus | \| \| Pachyrhinosaurus canadensis \| \| \| \| \| \| Pachyrhinosaurus lakustai \| \| \| \| \| \| Pachyrhinosaurus perotorum \| \| \| \| |
|                  | \| \| Pachyrhinosaurus canadensis \| \| \| \| \| \| Pachyrhinosaurus lakustai \| \| \| \| \| \| Pachyrhinosaurus perotorum \| \| \| \| |
|                  | Pachyrhinosaurus canadensis |
|                  | |
|                  | Pachyrhinosaurus lakustai |
|                  | |
|                  | Pachyrhinosaurus perotorum |
|                  | |

|  | Pachyrhinosaurus canadensis |
|  |                             |
|  | Pachyrhinosaurus lakustai   |
|  |                             |
|  | Pachyrhinosaurus perotorum  |
|  |                             |

|                  | Achelousaurus |
|                  | |
| Pachyrhinosaurus | \| \| Pachyrhinosaurus canadensis \| \| \| \| \| \| Pachyrhinosaurus lakustai \| \| \| \| \| \| Pachyrhinosaurus perotorum \| \| \| \| |
|                  | \| \| Pachyrhinosaurus canadensis \| \| \| \| \| \| Pachyrhinosaurus lakustai \| \| \| \| \| \| Pachyrhinosaurus perotorum \| \| \| \| |
|                  | Pachyrhinosaurus canadensis |
|                  | |
|                  | Pachyrhinosaurus lakustai |
|                  | |
|                  | Pachyrhinosaurus perotorum |
|                  | |

|  | Pachyrhinosaurus canadensis |
|  |                             |
|  | Pachyrhinosaurus lakustai   |
|  |                             |
|  | Pachyrhinosaurus perotorum  |
|  |                             |

|  | Wendiceratops |
|  |               |
|  | Sinoceratops  |
|  |               |

|  | Rubeosaurus                                              |
|  |                                                          |
|  | Styracosaurus                                            |
|  |                                                          |
|  | Coronosaurus                                             |
|  |                                                          |
|  | \| \| Centrosaurus \| \| \| \| \| \| Spinops \| \| \| \| |
|  |                                                          |
|  | Centrosaurus                                             |
|  |                                                          |
|  | Spinops                                                  |
|  |                                                          |

|  | Centrosaurus |
|  |              |
|  | Spinops      |
|  |              |

|                  | Achelousaurus |
|                  | |
| Pachyrhinosaurus | \| \| Pachyrhinosaurus canadensis \| \| \| \| \| \| Pachyrhinosaurus lakustai \| \| \| \| \| \| Pachyrhinosaurus perotorum \| \| \| \| |
|                  | \| \| Pachyrhinosaurus canadensis \| \| \| \| \| \| Pachyrhinosaurus lakustai \| \| \| \| \| \| Pachyrhinosaurus perotorum \| \| \| \| |
|                  | Pachyrhinosaurus canadensis |
|                  | |
|                  | Pachyrhinosaurus lakustai |
|                  | |
|                  | Pachyrhinosaurus perotorum |
|                  | |

|  | Pachyrhinosaurus canadensis |
|  |                             |
|  | Pachyrhinosaurus lakustai   |
|  |                             |
|  | Pachyrhinosaurus perotorum  |
|  |                             |

|                  | Achelousaurus |
|                  | |
| Pachyrhinosaurus | \| \| Pachyrhinosaurus canadensis \| \| \| \| \| \| Pachyrhinosaurus lakustai \| \| \| \| \| \| Pachyrhinosaurus perotorum \| \| \| \| |
|                  | \| \| Pachyrhinosaurus canadensis \| \| \| \| \| \| Pachyrhinosaurus lakustai \| \| \| \| \| \| Pachyrhinosaurus perotorum \| \| \| \| |
|                  | Pachyrhinosaurus canadensis |
|                  | |
|                  | Pachyrhinosaurus lakustai |
|                  | |
|                  | Pachyrhinosaurus perotorum |
|                  | |

|  | Pachyrhinosaurus canadensis |
|  |                             |
|  | Pachyrhinosaurus lakustai   |
|  |                             |
|  | Pachyrhinosaurus perotorum  |
|  |                             |

|  | Rubeosaurus                                              |
|  |                                                          |
|  | Styracosaurus                                            |
|  |                                                          |
|  | Coronosaurus                                             |
|  |                                                          |
|  | \| \| Centrosaurus \| \| \| \| \| \| Spinops \| \| \| \| |
|  |                                                          |
|  | Centrosaurus                                             |
|  |                                                          |
|  | Spinops                                                  |
|  |                                                          |

|  | Centrosaurus |
|  |              |
|  | Spinops      |
|  |              |

|                  | Achelousaurus |
|                  | |
| Pachyrhinosaurus | \| \| Pachyrhinosaurus canadensis \| \| \| \| \| \| Pachyrhinosaurus lakustai \| \| \| \| \| \| Pachyrhinosaurus perotorum \| \| \| \| |
|                  | \| \| Pachyrhinosaurus canadensis \| \| \| \| \| \| Pachyrhinosaurus lakustai \| \| \| \| \| \| Pachyrhinosaurus perotorum \| \| \| \| |
|                  | Pachyrhinosaurus canadensis |
|                  | |
|                  | Pachyrhinosaurus lakustai |
|                  | |
|                  | Pachyrhinosaurus perotorum |
|                  | |

|  | Pachyrhinosaurus canadensis |
|  |                             |
|  | Pachyrhinosaurus lakustai   |
|  |                             |
|  | Pachyrhinosaurus perotorum  |
|  |                             |

|                  | Achelousaurus |
|                  | |
| Pachyrhinosaurus | \| \| Pachyrhinosaurus canadensis \| \| \| \| \| \| Pachyrhinosaurus lakustai \| \| \| \| \| \| Pachyrhinosaurus perotorum \| \| \| \| |
|                  | \| \| Pachyrhinosaurus canadensis \| \| \| \| \| \| Pachyrhinosaurus lakustai \| \| \| \| \| \| Pachyrhinosaurus perotorum \| \| \| \| |
|                  | Pachyrhinosaurus canadensis |
|                  | |
|                  | Pachyrhinosaurus lakustai |
|                  | |
|                  | Pachyrhinosaurus perotorum |
|                  | |

|  | Pachyrhinosaurus canadensis |
|  |                             |
|  | Pachyrhinosaurus lakustai   |
|  |                             |
|  | Pachyrhinosaurus perotorum  |
|  |                             |

|  | Wendiceratops |
|  |               |
|  | Sinoceratops  |
|  |               |

|  | Rubeosaurus                                              |
|  |                                                          |
|  | Styracosaurus                                            |
|  |                                                          |
|  | Coronosaurus                                             |
|  |                                                          |
|  | \| \| Centrosaurus \| \| \| \| \| \| Spinops \| \| \| \| |
|  |                                                          |
|  | Centrosaurus                                             |
|  |                                                          |
|  | Spinops                                                  |
|  |                                                          |

|  | Centrosaurus |
|  |              |
|  | Spinops      |
|  |              |

|                  | Achelousaurus |
|                  | |
| Pachyrhinosaurus | \| \| Pachyrhinosaurus canadensis \| \| \| \| \| \| Pachyrhinosaurus lakustai \| \| \| \| \| \| Pachyrhinosaurus perotorum \| \| \| \| |
|                  | \| \| Pachyrhinosaurus canadensis \| \| \| \| \| \| Pachyrhinosaurus lakustai \| \| \| \| \| \| Pachyrhinosaurus perotorum \| \| \| \| |
|                  | Pachyrhinosaurus canadensis |
|                  | |
|                  | Pachyrhinosaurus lakustai |
|                  | |
|                  | Pachyrhinosaurus perotorum |
|                  | |

|  | Pachyrhinosaurus canadensis |
|  |                             |
|  | Pachyrhinosaurus lakustai   |
|  |                             |
|  | Pachyrhinosaurus perotorum  |
|  |                             |

|                  | Achelousaurus |
|                  | |
| Pachyrhinosaurus | \| \| Pachyrhinosaurus canadensis \| \| \| \| \| \| Pachyrhinosaurus lakustai \| \| \| \| \| \| Pachyrhinosaurus perotorum \| \| \| \| |
|                  | \| \| Pachyrhinosaurus canadensis \| \| \| \| \| \| Pachyrhinosaurus lakustai \| \| \| \| \| \| Pachyrhinosaurus perotorum \| \| \| \| |
|                  | Pachyrhinosaurus canadensis |
|                  | |
|                  | Pachyrhinosaurus lakustai |
|                  | |
|                  | Pachyrhinosaurus perotorum |
|                  | |

|  | Pachyrhinosaurus canadensis |
|  |                             |
|  | Pachyrhinosaurus lakustai   |
|  |                             |
|  | Pachyrhinosaurus perotorum  |
|  |                             |

|  | Rubeosaurus                                              |
|  |                                                          |
|  | Styracosaurus                                            |
|  |                                                          |
|  | Coronosaurus                                             |
|  |                                                          |
|  | \| \| Centrosaurus \| \| \| \| \| \| Spinops \| \| \| \| |
|  |                                                          |
|  | Centrosaurus                                             |
|  |                                                          |
|  | Spinops                                                  |
|  |                                                          |

|  | Centrosaurus |
|  |              |
|  | Spinops      |
|  |              |

|                  | Achelousaurus |
|                  | |
| Pachyrhinosaurus | \| \| Pachyrhinosaurus canadensis \| \| \| \| \| \| Pachyrhinosaurus lakustai \| \| \| \| \| \| Pachyrhinosaurus perotorum \| \| \| \| |
|                  | \| \| Pachyrhinosaurus canadensis \| \| \| \| \| \| Pachyrhinosaurus lakustai \| \| \| \| \| \| Pachyrhinosaurus perotorum \| \| \| \| |
|                  | Pachyrhinosaurus canadensis |
|                  | |
|                  | Pachyrhinosaurus lakustai |
|                  | |
|                  | Pachyrhinosaurus perotorum |
|                  | |

|  | Pachyrhinosaurus canadensis |
|  |                             |
|  | Pachyrhinosaurus lakustai   |
|  |                             |
|  | Pachyrhinosaurus perotorum  |
|  |                             |

|                  | Achelousaurus |
|                  | |
| Pachyrhinosaurus | \| \| Pachyrhinosaurus canadensis \| \| \| \| \| \| Pachyrhinosaurus lakustai \| \| \| \| \| \| Pachyrhinosaurus perotorum \| \| \| \| |
|                  | \| \| Pachyrhinosaurus canadensis \| \| \| \| \| \| Pachyrhinosaurus lakustai \| \| \| \| \| \| Pachyrhinosaurus perotorum \| \| \| \| |
|                  | Pachyrhinosaurus canadensis |
|                  | |
|                  | Pachyrhinosaurus lakustai |
|                  | |
|                  | Pachyrhinosaurus perotorum |
|                  | |

|  | Pachyrhinosaurus canadensis |
|  |                             |
|  | Pachyrhinosaurus lakustai   |
|  |                             |
|  | Pachyrhinosaurus perotorum  |
|  |                             |

|  | Wendiceratops |
|  |               |
|  | Sinoceratops  |
|  |               |

|  | Rubeosaurus                                              |
|  |                                                          |
|  | Styracosaurus                                            |
|  |                                                          |
|  | Coronosaurus                                             |
|  |                                                          |
|  | \| \| Centrosaurus \| \| \| \| \| \| Spinops \| \| \| \| |
|  |                                                          |
|  | Centrosaurus                                             |
|  |                                                          |
|  | Spinops                                                  |
|  |                                                          |

|  | Centrosaurus |
|  |              |
|  | Spinops      |
|  |              |

|                  | Achelousaurus |
|                  | |
| Pachyrhinosaurus | \| \| Pachyrhinosaurus canadensis \| \| \| \| \| \| Pachyrhinosaurus lakustai \| \| \| \| \| \| Pachyrhinosaurus perotorum \| \| \| \| |
|                  | \| \| Pachyrhinosaurus canadensis \| \| \| \| \| \| Pachyrhinosaurus lakustai \| \| \| \| \| \| Pachyrhinosaurus perotorum \| \| \| \| |
|                  | Pachyrhinosaurus canadensis |
|                  | |
|                  | Pachyrhinosaurus lakustai |
|                  | |
|                  | Pachyrhinosaurus perotorum |
|                  | |

|  | Pachyrhinosaurus canadensis |
|  |                             |
|  | Pachyrhinosaurus lakustai   |
|  |                             |
|  | Pachyrhinosaurus perotorum  |
|  |                             |

|                  | Achelousaurus |
|                  | |
| Pachyrhinosaurus | \| \| Pachyrhinosaurus canadensis \| \| \| \| \| \| Pachyrhinosaurus lakustai \| \| \| \| \| \| Pachyrhinosaurus perotorum \| \| \| \| |
|                  | \| \| Pachyrhinosaurus canadensis \| \| \| \| \| \| Pachyrhinosaurus lakustai \| \| \| \| \| \| Pachyrhinosaurus perotorum \| \| \| \| |
|                  | Pachyrhinosaurus canadensis |
|                  | |
|                  | Pachyrhinosaurus lakustai |
|                  | |
|                  | Pachyrhinosaurus perotorum |
|                  | |

|  | Pachyrhinosaurus canadensis |
|  |                             |
|  | Pachyrhinosaurus lakustai   |
|  |                             |
|  | Pachyrhinosaurus perotorum  |
|  |                             |

|  | Rubeosaurus                                              |
|  |                                                          |
|  | Styracosaurus                                            |
|  |                                                          |
|  | Coronosaurus                                             |
|  |                                                          |
|  | \| \| Centrosaurus \| \| \| \| \| \| Spinops \| \| \| \| |
|  |                                                          |
|  | Centrosaurus                                             |
|  |                                                          |
|  | Spinops                                                  |
|  |                                                          |

|  | Centrosaurus |
|  |              |
|  | Spinops      |
|  |              |

|                  | Achelousaurus |
|                  | |
| Pachyrhinosaurus | \| \| Pachyrhinosaurus canadensis \| \| \| \| \| \| Pachyrhinosaurus lakustai \| \| \| \| \| \| Pachyrhinosaurus perotorum \| \| \| \| |
|                  | \| \| Pachyrhinosaurus canadensis \| \| \| \| \| \| Pachyrhinosaurus lakustai \| \| \| \| \| \| Pachyrhinosaurus perotorum \| \| \| \| |
|                  | Pachyrhinosaurus canadensis |
|                  | |
|                  | Pachyrhinosaurus lakustai |
|                  | |
|                  | Pachyrhinosaurus perotorum |
|                  | |

|  | Pachyrhinosaurus canadensis |
|  |                             |
|  | Pachyrhinosaurus lakustai   |
|  |                             |
|  | Pachyrhinosaurus perotorum  |
|  |                             |

|                  | Achelousaurus |
|                  | |
| Pachyrhinosaurus | \| \| Pachyrhinosaurus canadensis \| \| \| \| \| \| Pachyrhinosaurus lakustai \| \| \| \| \| \| Pachyrhinosaurus perotorum \| \| \| \| |
|                  | \| \| Pachyrhinosaurus canadensis \| \| \| \| \| \| Pachyrhinosaurus lakustai \| \| \| \| \| \| Pachyrhinosaurus perotorum \| \| \| \| |
|                  | Pachyrhinosaurus canadensis |
|                  | |
|                  | Pachyrhinosaurus lakustai |
|                  | |
|                  | Pachyrhinosaurus perotorum |
|                  | |

|  | Pachyrhinosaurus canadensis |
|  |                             |
|  | Pachyrhinosaurus lakustai   |
|  |                             |
|  | Pachyrhinosaurus perotorum  |
|  |                             |

|  | Yehuecauhceratops (CPC 274) |
|  |                             |
|  | Nasutoceratops              |
|  |                             |
|  | Avaceratops                 |
|  |                             |

|  | Wendiceratops |
|  |               |
|  | Sinoceratops  |
|  |               |

|  | Rubeosaurus                                              |
|  |                                                          |
|  | Styracosaurus                                            |
|  |                                                          |
|  | Coronosaurus                                             |
|  |                                                          |
|  | \| \| Centrosaurus \| \| \| \| \| \| Spinops \| \| \| \| |
|  |                                                          |
|  | Centrosaurus                                             |
|  |                                                          |
|  | Spinops                                                  |
|  |                                                          |

|  | Centrosaurus |
|  |              |
|  | Spinops      |
|  |              |

|                  | Achelousaurus |
|                  | |
| Pachyrhinosaurus | \| \| Pachyrhinosaurus canadensis \| \| \| \| \| \| Pachyrhinosaurus lakustai \| \| \| \| \| \| Pachyrhinosaurus perotorum \| \| \| \| |
|                  | \| \| Pachyrhinosaurus canadensis \| \| \| \| \| \| Pachyrhinosaurus lakustai \| \| \| \| \| \| Pachyrhinosaurus perotorum \| \| \| \| |
|                  | Pachyrhinosaurus canadensis |
|                  | |
|                  | Pachyrhinosaurus lakustai |
|                  | |
|                  | Pachyrhinosaurus perotorum |
|                  | |

|  | Pachyrhinosaurus canadensis |
|  |                             |
|  | Pachyrhinosaurus lakustai   |
|  |                             |
|  | Pachyrhinosaurus perotorum  |
|  |                             |

|                  | Achelousaurus |
|                  | |
| Pachyrhinosaurus | \| \| Pachyrhinosaurus canadensis \| \| \| \| \| \| Pachyrhinosaurus lakustai \| \| \| \| \| \| Pachyrhinosaurus perotorum \| \| \| \| |
|                  | \| \| Pachyrhinosaurus canadensis \| \| \| \| \| \| Pachyrhinosaurus lakustai \| \| \| \| \| \| Pachyrhinosaurus perotorum \| \| \| \| |
|                  | Pachyrhinosaurus canadensis |
|                  | |
|                  | Pachyrhinosaurus lakustai |
|                  | |
|                  | Pachyrhinosaurus perotorum |
|                  | |

|  | Pachyrhinosaurus canadensis |
|  |                             |
|  | Pachyrhinosaurus lakustai   |
|  |                             |
|  | Pachyrhinosaurus perotorum  |
|  |                             |

|  | Rubeosaurus                                              |
|  |                                                          |
|  | Styracosaurus                                            |
|  |                                                          |
|  | Coronosaurus                                             |
|  |                                                          |
|  | \| \| Centrosaurus \| \| \| \| \| \| Spinops \| \| \| \| |
|  |                                                          |
|  | Centrosaurus                                             |
|  |                                                          |
|  | Spinops                                                  |
|  |                                                          |

|  | Centrosaurus |
|  |              |
|  | Spinops      |
|  |              |

|                  | Achelousaurus |
|                  | |
| Pachyrhinosaurus | \| \| Pachyrhinosaurus canadensis \| \| \| \| \| \| Pachyrhinosaurus lakustai \| \| \| \| \| \| Pachyrhinosaurus perotorum \| \| \| \| |
|                  | \| \| Pachyrhinosaurus canadensis \| \| \| \| \| \| Pachyrhinosaurus lakustai \| \| \| \| \| \| Pachyrhinosaurus perotorum \| \| \| \| |
|                  | Pachyrhinosaurus canadensis |
|                  | |
|                  | Pachyrhinosaurus lakustai |
|                  | |
|                  | Pachyrhinosaurus perotorum |
|                  | |

|  | Pachyrhinosaurus canadensis |
|  |                             |
|  | Pachyrhinosaurus lakustai   |
|  |                             |
|  | Pachyrhinosaurus perotorum  |
|  |                             |

|                  | Achelousaurus |
|                  | |
| Pachyrhinosaurus | \| \| Pachyrhinosaurus canadensis \| \| \| \| \| \| Pachyrhinosaurus lakustai \| \| \| \| \| \| Pachyrhinosaurus perotorum \| \| \| \| |
|                  | \| \| Pachyrhinosaurus canadensis \| \| \| \| \| \| Pachyrhinosaurus lakustai \| \| \| \| \| \| Pachyrhinosaurus perotorum \| \| \| \| |
|                  | Pachyrhinosaurus canadensis |
|                  | |
|                  | Pachyrhinosaurus lakustai |
|                  | |
|                  | Pachyrhinosaurus perotorum |
|                  | |

|  | Pachyrhinosaurus canadensis |
|  |                             |
|  | Pachyrhinosaurus lakustai   |
|  |                             |
|  | Pachyrhinosaurus perotorum  |
|  |                             |

|  | Wendiceratops |
|  |               |
|  | Sinoceratops  |
|  |               |

|  | Rubeosaurus                                              |
|  |                                                          |
|  | Styracosaurus                                            |
|  |                                                          |
|  | Coronosaurus                                             |
|  |                                                          |
|  | \| \| Centrosaurus \| \| \| \| \| \| Spinops \| \| \| \| |
|  |                                                          |
|  | Centrosaurus                                             |
|  |                                                          |
|  | Spinops                                                  |
|  |                                                          |

|  | Centrosaurus |
|  |              |
|  | Spinops      |
|  |              |

|                  | Achelousaurus |
|                  | |
| Pachyrhinosaurus | \| \| Pachyrhinosaurus canadensis \| \| \| \| \| \| Pachyrhinosaurus lakustai \| \| \| \| \| \| Pachyrhinosaurus perotorum \| \| \| \| |
|                  | \| \| Pachyrhinosaurus canadensis \| \| \| \| \| \| Pachyrhinosaurus lakustai \| \| \| \| \| \| Pachyrhinosaurus perotorum \| \| \| \| |
|                  | Pachyrhinosaurus canadensis |
|                  | |
|                  | Pachyrhinosaurus lakustai |
|                  | |
|                  | Pachyrhinosaurus perotorum |
|                  | |

|  | Pachyrhinosaurus canadensis |
|  |                             |
|  | Pachyrhinosaurus lakustai   |
|  |                             |
|  | Pachyrhinosaurus perotorum  |
|  |                             |

|                  | Achelousaurus |
|                  | |
| Pachyrhinosaurus | \| \| Pachyrhinosaurus canadensis \| \| \| \| \| \| Pachyrhinosaurus lakustai \| \| \| \| \| \| Pachyrhinosaurus perotorum \| \| \| \| |
|                  | \| \| Pachyrhinosaurus canadensis \| \| \| \| \| \| Pachyrhinosaurus lakustai \| \| \| \| \| \| Pachyrhinosaurus perotorum \| \| \| \| |
|                  | Pachyrhinosaurus canadensis |
|                  | |
|                  | Pachyrhinosaurus lakustai |
|                  | |
|                  | Pachyrhinosaurus perotorum |
|                  | |

|  | Pachyrhinosaurus canadensis |
|  |                             |
|  | Pachyrhinosaurus lakustai   |
|  |                             |
|  | Pachyrhinosaurus perotorum  |
|  |                             |

|  | Rubeosaurus                                              |
|  |                                                          |
|  | Styracosaurus                                            |
|  |                                                          |
|  | Coronosaurus                                             |
|  |                                                          |
|  | \| \| Centrosaurus \| \| \| \| \| \| Spinops \| \| \| \| |
|  |                                                          |
|  | Centrosaurus                                             |
|  |                                                          |
|  | Spinops                                                  |
|  |                                                          |

|  | Centrosaurus |
|  |              |
|  | Spinops      |
|  |              |

|                  | Achelousaurus |
|                  | |
| Pachyrhinosaurus | \| \| Pachyrhinosaurus canadensis \| \| \| \| \| \| Pachyrhinosaurus lakustai \| \| \| \| \| \| Pachyrhinosaurus perotorum \| \| \| \| |
|                  | \| \| Pachyrhinosaurus canadensis \| \| \| \| \| \| Pachyrhinosaurus lakustai \| \| \| \| \| \| Pachyrhinosaurus perotorum \| \| \| \| |
|                  | Pachyrhinosaurus canadensis |
|                  | |
|                  | Pachyrhinosaurus lakustai |
|                  | |
|                  | Pachyrhinosaurus perotorum |
|                  | |

|  | Pachyrhinosaurus canadensis |
|  |                             |
|  | Pachyrhinosaurus lakustai   |
|  |                             |
|  | Pachyrhinosaurus perotorum  |
|  |                             |

|                  | Achelousaurus |
|                  | |
| Pachyrhinosaurus | \| \| Pachyrhinosaurus canadensis \| \| \| \| \| \| Pachyrhinosaurus lakustai \| \| \| \| \| \| Pachyrhinosaurus perotorum \| \| \| \| |
|                  | \| \| Pachyrhinosaurus canadensis \| \| \| \| \| \| Pachyrhinosaurus lakustai \| \| \| \| \| \| Pachyrhinosaurus perotorum \| \| \| \| |
|                  | Pachyrhinosaurus canadensis |
|                  | |
|                  | Pachyrhinosaurus lakustai |
|                  | |
|                  | Pachyrhinosaurus perotorum |
|                  | |

|  | Pachyrhinosaurus canadensis |
|  |                             |
|  | Pachyrhinosaurus lakustai   |
|  |                             |
|  | Pachyrhinosaurus perotorum  |
|  |                             |

|  | Wendiceratops |
|  |               |
|  | Sinoceratops  |
|  |               |

|  | Rubeosaurus                                              |
|  |                                                          |
|  | Styracosaurus                                            |
|  |                                                          |
|  | Coronosaurus                                             |
|  |                                                          |
|  | \| \| Centrosaurus \| \| \| \| \| \| Spinops \| \| \| \| |
|  |                                                          |
|  | Centrosaurus                                             |
|  |                                                          |
|  | Spinops                                                  |
|  |                                                          |

|  | Centrosaurus |
|  |              |
|  | Spinops      |
|  |              |

|                  | Achelousaurus |
|                  | |
| Pachyrhinosaurus | \| \| Pachyrhinosaurus canadensis \| \| \| \| \| \| Pachyrhinosaurus lakustai \| \| \| \| \| \| Pachyrhinosaurus perotorum \| \| \| \| |
|                  | \| \| Pachyrhinosaurus canadensis \| \| \| \| \| \| Pachyrhinosaurus lakustai \| \| \| \| \| \| Pachyrhinosaurus perotorum \| \| \| \| |
|                  | Pachyrhinosaurus canadensis |
|                  | |
|                  | Pachyrhinosaurus lakustai |
|                  | |
|                  | Pachyrhinosaurus perotorum |
|                  | |

|  | Pachyrhinosaurus canadensis |
|  |                             |
|  | Pachyrhinosaurus lakustai   |
|  |                             |
|  | Pachyrhinosaurus perotorum  |
|  |                             |

|                  | Achelousaurus |
|                  | |
| Pachyrhinosaurus | \| \| Pachyrhinosaurus canadensis \| \| \| \| \| \| Pachyrhinosaurus lakustai \| \| \| \| \| \| Pachyrhinosaurus perotorum \| \| \| \| |
|                  | \| \| Pachyrhinosaurus canadensis \| \| \| \| \| \| Pachyrhinosaurus lakustai \| \| \| \| \| \| Pachyrhinosaurus perotorum \| \| \| \| |
|                  | Pachyrhinosaurus canadensis |
|                  | |
|                  | Pachyrhinosaurus lakustai |
|                  | |
|                  | Pachyrhinosaurus perotorum |
|                  | |

|  | Pachyrhinosaurus canadensis |
|  |                             |
|  | Pachyrhinosaurus lakustai   |
|  |                             |
|  | Pachyrhinosaurus perotorum  |
|  |                             |

|  | Rubeosaurus                                              |
|  |                                                          |
|  | Styracosaurus                                            |
|  |                                                          |
|  | Coronosaurus                                             |
|  |                                                          |
|  | \| \| Centrosaurus \| \| \| \| \| \| Spinops \| \| \| \| |
|  |                                                          |
|  | Centrosaurus                                             |
|  |                                                          |
|  | Spinops                                                  |
|  |                                                          |

|  | Centrosaurus |
|  |              |
|  | Spinops      |
|  |              |

|                  | Achelousaurus |
|                  | |
| Pachyrhinosaurus | \| \| Pachyrhinosaurus canadensis \| \| \| \| \| \| Pachyrhinosaurus lakustai \| \| \| \| \| \| Pachyrhinosaurus perotorum \| \| \| \| |
|                  | \| \| Pachyrhinosaurus canadensis \| \| \| \| \| \| Pachyrhinosaurus lakustai \| \| \| \| \| \| Pachyrhinosaurus perotorum \| \| \| \| |
|                  | Pachyrhinosaurus canadensis |
|                  | |
|                  | Pachyrhinosaurus lakustai |
|                  | |
|                  | Pachyrhinosaurus perotorum |
|                  | |

|  | Pachyrhinosaurus canadensis |
|  |                             |
|  | Pachyrhinosaurus lakustai   |
|  |                             |
|  | Pachyrhinosaurus perotorum  |
|  |                             |

|                  | Achelousaurus |
|                  | |
| Pachyrhinosaurus | \| \| Pachyrhinosaurus canadensis \| \| \| \| \| \| Pachyrhinosaurus lakustai \| \| \| \| \| \| Pachyrhinosaurus perotorum \| \| \| \| |
|                  | \| \| Pachyrhinosaurus canadensis \| \| \| \| \| \| Pachyrhinosaurus lakustai \| \| \| \| \| \| Pachyrhinosaurus perotorum \| \| \| \| |
|                  | Pachyrhinosaurus canadensis |
|                  | |
|                  | Pachyrhinosaurus lakustai |
|                  | |
|                  | Pachyrhinosaurus perotorum |
|                  | |

|  | Pachyrhinosaurus canadensis |
|  |                             |
|  | Pachyrhinosaurus lakustai   |
|  |                             |
|  | Pachyrhinosaurus perotorum  |
|  |                             |

|  | Wendiceratops |
|  |               |
|  | Sinoceratops  |
|  |               |

|  | Rubeosaurus                                              |
|  |                                                          |
|  | Styracosaurus                                            |
|  |                                                          |
|  | Coronosaurus                                             |
|  |                                                          |
|  | \| \| Centrosaurus \| \| \| \| \| \| Spinops \| \| \| \| |
|  |                                                          |
|  | Centrosaurus                                             |
|  |                                                          |
|  | Spinops                                                  |
|  |                                                          |

|  | Centrosaurus |
|  |              |
|  | Spinops      |
|  |              |

|                  | Achelousaurus |
|                  | |
| Pachyrhinosaurus | \| \| Pachyrhinosaurus canadensis \| \| \| \| \| \| Pachyrhinosaurus lakustai \| \| \| \| \| \| Pachyrhinosaurus perotorum \| \| \| \| |
|                  | \| \| Pachyrhinosaurus canadensis \| \| \| \| \| \| Pachyrhinosaurus lakustai \| \| \| \| \| \| Pachyrhinosaurus perotorum \| \| \| \| |
|                  | Pachyrhinosaurus canadensis |
|                  | |
|                  | Pachyrhinosaurus lakustai |
|                  | |
|                  | Pachyrhinosaurus perotorum |
|                  | |

|  | Pachyrhinosaurus canadensis |
|  |                             |
|  | Pachyrhinosaurus lakustai   |
|  |                             |
|  | Pachyrhinosaurus perotorum  |
|  |                             |

|                  | Achelousaurus |
|                  | |
| Pachyrhinosaurus | \| \| Pachyrhinosaurus canadensis \| \| \| \| \| \| Pachyrhinosaurus lakustai \| \| \| \| \| \| Pachyrhinosaurus perotorum \| \| \| \| |
|                  | \| \| Pachyrhinosaurus canadensis \| \| \| \| \| \| Pachyrhinosaurus lakustai \| \| \| \| \| \| Pachyrhinosaurus perotorum \| \| \| \| |
|                  | Pachyrhinosaurus canadensis |
|                  | |
|                  | Pachyrhinosaurus lakustai |
|                  | |
|                  | Pachyrhinosaurus perotorum |
|                  | |

|  | Pachyrhinosaurus canadensis |
|  |                             |
|  | Pachyrhinosaurus lakustai   |
|  |                             |
|  | Pachyrhinosaurus perotorum  |
|  |                             |

|  | Rubeosaurus                                              |
|  |                                                          |
|  | Styracosaurus                                            |
|  |                                                          |
|  | Coronosaurus                                             |
|  |                                                          |
|  | \| \| Centrosaurus \| \| \| \| \| \| Spinops \| \| \| \| |
|  |                                                          |
|  | Centrosaurus                                             |
|  |                                                          |
|  | Spinops                                                  |
|  |                                                          |

|  | Centrosaurus |
|  |              |
|  | Spinops      |
|  |              |

|                  | Achelousaurus |
|                  | |
| Pachyrhinosaurus | \| \| Pachyrhinosaurus canadensis \| \| \| \| \| \| Pachyrhinosaurus lakustai \| \| \| \| \| \| Pachyrhinosaurus perotorum \| \| \| \| |
|                  | \| \| Pachyrhinosaurus canadensis \| \| \| \| \| \| Pachyrhinosaurus lakustai \| \| \| \| \| \| Pachyrhinosaurus perotorum \| \| \| \| |
|                  | Pachyrhinosaurus canadensis |
|                  | |
|                  | Pachyrhinosaurus lakustai |
|                  | |
|                  | Pachyrhinosaurus perotorum |
|                  | |

|  | Pachyrhinosaurus canadensis |
|  |                             |
|  | Pachyrhinosaurus lakustai   |
|  |                             |
|  | Pachyrhinosaurus perotorum  |
|  |                             |

|                  | Achelousaurus |
|                  | |
| Pachyrhinosaurus | \| \| Pachyrhinosaurus canadensis \| \| \| \| \| \| Pachyrhinosaurus lakustai \| \| \| \| \| \| Pachyrhinosaurus perotorum \| \| \| \| |
|                  | \| \| Pachyrhinosaurus canadensis \| \| \| \| \| \| Pachyrhinosaurus lakustai \| \| \| \| \| \| Pachyrhinosaurus perotorum \| \| \| \| |
|                  | Pachyrhinosaurus canadensis |
|                  | |
|                  | Pachyrhinosaurus lakustai |
|                  | |
|                  | Pachyrhinosaurus perotorum |
|                  | |

|  | Pachyrhinosaurus canadensis |
|  |                             |
|  | Pachyrhinosaurus lakustai   |
|  |                             |
|  | Pachyrhinosaurus perotorum  |
|  |                             |

|  | Yehuecauhceratops (CPC 274) |
|  |                             |
|  | Nasutoceratops              |
|  |                             |
|  | Avaceratops                 |
|  |                             |

|  | Wendiceratops |
|  |               |
|  | Sinoceratops  |
|  |               |

|  | Rubeosaurus                                              |
|  |                                                          |
|  | Styracosaurus                                            |
|  |                                                          |
|  | Coronosaurus                                             |
|  |                                                          |
|  | \| \| Centrosaurus \| \| \| \| \| \| Spinops \| \| \| \| |
|  |                                                          |
|  | Centrosaurus                                             |
|  |                                                          |
|  | Spinops                                                  |
|  |                                                          |

|  | Centrosaurus |
|  |              |
|  | Spinops      |
|  |              |

|                  | Achelousaurus |
|                  | |
| Pachyrhinosaurus | \| \| Pachyrhinosaurus canadensis \| \| \| \| \| \| Pachyrhinosaurus lakustai \| \| \| \| \| \| Pachyrhinosaurus perotorum \| \| \| \| |
|                  | \| \| Pachyrhinosaurus canadensis \| \| \| \| \| \| Pachyrhinosaurus lakustai \| \| \| \| \| \| Pachyrhinosaurus perotorum \| \| \| \| |
|                  | Pachyrhinosaurus canadensis |
|                  | |
|                  | Pachyrhinosaurus lakustai |
|                  | |
|                  | Pachyrhinosaurus perotorum |
|                  | |

|  | Pachyrhinosaurus canadensis |
|  |                             |
|  | Pachyrhinosaurus lakustai   |
|  |                             |
|  | Pachyrhinosaurus perotorum  |
|  |                             |

|                  | Achelousaurus |
|                  | |
| Pachyrhinosaurus | \| \| Pachyrhinosaurus canadensis \| \| \| \| \| \| Pachyrhinosaurus lakustai \| \| \| \| \| \| Pachyrhinosaurus perotorum \| \| \| \| |
|                  | \| \| Pachyrhinosaurus canadensis \| \| \| \| \| \| Pachyrhinosaurus lakustai \| \| \| \| \| \| Pachyrhinosaurus perotorum \| \| \| \| |
|                  | Pachyrhinosaurus canadensis |
|                  | |
|                  | Pachyrhinosaurus lakustai |
|                  | |
|                  | Pachyrhinosaurus perotorum |
|                  | |

|  | Pachyrhinosaurus canadensis |
|  |                             |
|  | Pachyrhinosaurus lakustai   |
|  |                             |
|  | Pachyrhinosaurus perotorum  |
|  |                             |

|  | Rubeosaurus                                              |
|  |                                                          |
|  | Styracosaurus                                            |
|  |                                                          |
|  | Coronosaurus                                             |
|  |                                                          |
|  | \| \| Centrosaurus \| \| \| \| \| \| Spinops \| \| \| \| |
|  |                                                          |
|  | Centrosaurus                                             |
|  |                                                          |
|  | Spinops                                                  |
|  |                                                          |

|  | Centrosaurus |
|  |              |
|  | Spinops      |
|  |              |

|                  | Achelousaurus |
|                  | |
| Pachyrhinosaurus | \| \| Pachyrhinosaurus canadensis \| \| \| \| \| \| Pachyrhinosaurus lakustai \| \| \| \| \| \| Pachyrhinosaurus perotorum \| \| \| \| |
|                  | \| \| Pachyrhinosaurus canadensis \| \| \| \| \| \| Pachyrhinosaurus lakustai \| \| \| \| \| \| Pachyrhinosaurus perotorum \| \| \| \| |
|                  | Pachyrhinosaurus canadensis |
|                  | |
|                  | Pachyrhinosaurus lakustai |
|                  | |
|                  | Pachyrhinosaurus perotorum |
|                  | |

|  | Pachyrhinosaurus canadensis |
|  |                             |
|  | Pachyrhinosaurus lakustai   |
|  |                             |
|  | Pachyrhinosaurus perotorum  |
|  |                             |

|                  | Achelousaurus |
|                  | |
| Pachyrhinosaurus | \| \| Pachyrhinosaurus canadensis \| \| \| \| \| \| Pachyrhinosaurus lakustai \| \| \| \| \| \| Pachyrhinosaurus perotorum \| \| \| \| |
|                  | \| \| Pachyrhinosaurus canadensis \| \| \| \| \| \| Pachyrhinosaurus lakustai \| \| \| \| \| \| Pachyrhinosaurus perotorum \| \| \| \| |
|                  | Pachyrhinosaurus canadensis |
|                  | |
|                  | Pachyrhinosaurus lakustai |
|                  | |
|                  | Pachyrhinosaurus perotorum |
|                  | |

|  | Pachyrhinosaurus canadensis |
|  |                             |
|  | Pachyrhinosaurus lakustai   |
|  |                             |
|  | Pachyrhinosaurus perotorum  |
|  |                             |

|  | Wendiceratops |
|  |               |
|  | Sinoceratops  |
|  |               |

|  | Rubeosaurus                                              |
|  |                                                          |
|  | Styracosaurus                                            |
|  |                                                          |
|  | Coronosaurus                                             |
|  |                                                          |
|  | \| \| Centrosaurus \| \| \| \| \| \| Spinops \| \| \| \| |
|  |                                                          |
|  | Centrosaurus                                             |
|  |                                                          |
|  | Spinops                                                  |
|  |                                                          |

|  | Centrosaurus |
|  |              |
|  | Spinops      |
|  |              |

|                  | Achelousaurus |
|                  | |
| Pachyrhinosaurus | \| \| Pachyrhinosaurus canadensis \| \| \| \| \| \| Pachyrhinosaurus lakustai \| \| \| \| \| \| Pachyrhinosaurus perotorum \| \| \| \| |
|                  | \| \| Pachyrhinosaurus canadensis \| \| \| \| \| \| Pachyrhinosaurus lakustai \| \| \| \| \| \| Pachyrhinosaurus perotorum \| \| \| \| |
|                  | Pachyrhinosaurus canadensis |
|                  | |
|                  | Pachyrhinosaurus lakustai |
|                  | |
|                  | Pachyrhinosaurus perotorum |
|                  | |

|  | Pachyrhinosaurus canadensis |
|  |                             |
|  | Pachyrhinosaurus lakustai   |
|  |                             |
|  | Pachyrhinosaurus perotorum  |
|  |                             |

|                  | Achelousaurus |
|                  | |
| Pachyrhinosaurus | \| \| Pachyrhinosaurus canadensis \| \| \| \| \| \| Pachyrhinosaurus lakustai \| \| \| \| \| \| Pachyrhinosaurus perotorum \| \| \| \| |
|                  | \| \| Pachyrhinosaurus canadensis \| \| \| \| \| \| Pachyrhinosaurus lakustai \| \| \| \| \| \| Pachyrhinosaurus perotorum \| \| \| \| |
|                  | Pachyrhinosaurus canadensis |
|                  | |
|                  | Pachyrhinosaurus lakustai |
|                  | |
|                  | Pachyrhinosaurus perotorum |
|                  | |

|  | Pachyrhinosaurus canadensis |
|  |                             |
|  | Pachyrhinosaurus lakustai   |
|  |                             |
|  | Pachyrhinosaurus perotorum  |
|  |                             |

|  | Rubeosaurus                                              |
|  |                                                          |
|  | Styracosaurus                                            |
|  |                                                          |
|  | Coronosaurus                                             |
|  |                                                          |
|  | \| \| Centrosaurus \| \| \| \| \| \| Spinops \| \| \| \| |
|  |                                                          |
|  | Centrosaurus                                             |
|  |                                                          |
|  | Spinops                                                  |
|  |                                                          |

|  | Centrosaurus |
|  |              |
|  | Spinops      |
|  |              |

|                  | Achelousaurus |
|                  | |
| Pachyrhinosaurus | \| \| Pachyrhinosaurus canadensis \| \| \| \| \| \| Pachyrhinosaurus lakustai \| \| \| \| \| \| Pachyrhinosaurus perotorum \| \| \| \| |
|                  | \| \| Pachyrhinosaurus canadensis \| \| \| \| \| \| Pachyrhinosaurus lakustai \| \| \| \| \| \| Pachyrhinosaurus perotorum \| \| \| \| |
|                  | Pachyrhinosaurus canadensis |
|                  | |
|                  | Pachyrhinosaurus lakustai |
|                  | |
|                  | Pachyrhinosaurus perotorum |
|                  | |

|  | Pachyrhinosaurus canadensis |
|  |                             |
|  | Pachyrhinosaurus lakustai   |
|  |                             |
|  | Pachyrhinosaurus perotorum  |
|  |                             |

|                  | Achelousaurus |
|                  | |
| Pachyrhinosaurus | \| \| Pachyrhinosaurus canadensis \| \| \| \| \| \| Pachyrhinosaurus lakustai \| \| \| \| \| \| Pachyrhinosaurus perotorum \| \| \| \| |
|                  | \| \| Pachyrhinosaurus canadensis \| \| \| \| \| \| Pachyrhinosaurus lakustai \| \| \| \| \| \| Pachyrhinosaurus perotorum \| \| \| \| |
|                  | Pachyrhinosaurus canadensis |
|                  | |
|                  | Pachyrhinosaurus lakustai |
|                  | |
|                  | Pachyrhinosaurus perotorum |
|                  | |

|  | Pachyrhinosaurus canadensis |
|  |                             |
|  | Pachyrhinosaurus lakustai   |
|  |                             |
|  | Pachyrhinosaurus perotorum  |
|  |                             |

|  | Wendiceratops |
|  |               |
|  | Sinoceratops  |
|  |               |

|  | Rubeosaurus                                              |
|  |                                                          |
|  | Styracosaurus                                            |
|  |                                                          |
|  | Coronosaurus                                             |
|  |                                                          |
|  | \| \| Centrosaurus \| \| \| \| \| \| Spinops \| \| \| \| |
|  |                                                          |
|  | Centrosaurus                                             |
|  |                                                          |
|  | Spinops                                                  |
|  |                                                          |

|  | Centrosaurus |
|  |              |
|  | Spinops      |
|  |              |

|                  | Achelousaurus |
|                  | |
| Pachyrhinosaurus | \| \| Pachyrhinosaurus canadensis \| \| \| \| \| \| Pachyrhinosaurus lakustai \| \| \| \| \| \| Pachyrhinosaurus perotorum \| \| \| \| |
|                  | \| \| Pachyrhinosaurus canadensis \| \| \| \| \| \| Pachyrhinosaurus lakustai \| \| \| \| \| \| Pachyrhinosaurus perotorum \| \| \| \| |
|                  | Pachyrhinosaurus canadensis |
|                  | |
|                  | Pachyrhinosaurus lakustai |
|                  | |
|                  | Pachyrhinosaurus perotorum |
|                  | |

|  | Pachyrhinosaurus canadensis |
|  |                             |
|  | Pachyrhinosaurus lakustai   |
|  |                             |
|  | Pachyrhinosaurus perotorum  |
|  |                             |

|                  | Achelousaurus |
|                  | |
| Pachyrhinosaurus | \| \| Pachyrhinosaurus canadensis \| \| \| \| \| \| Pachyrhinosaurus lakustai \| \| \| \| \| \| Pachyrhinosaurus perotorum \| \| \| \| |
|                  | \| \| Pachyrhinosaurus canadensis \| \| \| \| \| \| Pachyrhinosaurus lakustai \| \| \| \| \| \| Pachyrhinosaurus perotorum \| \| \| \| |
|                  | Pachyrhinosaurus canadensis |
|                  | |
|                  | Pachyrhinosaurus lakustai |
|                  | |
|                  | Pachyrhinosaurus perotorum |
|                  | |

|  | Pachyrhinosaurus canadensis |
|  |                             |
|  | Pachyrhinosaurus lakustai   |
|  |                             |
|  | Pachyrhinosaurus perotorum  |
|  |                             |

|  | Rubeosaurus                                              |
|  |                                                          |
|  | Styracosaurus                                            |
|  |                                                          |
|  | Coronosaurus                                             |
|  |                                                          |
|  | \| \| Centrosaurus \| \| \| \| \| \| Spinops \| \| \| \| |
|  |                                                          |
|  | Centrosaurus                                             |
|  |                                                          |
|  | Spinops                                                  |
|  |                                                          |

|  | Centrosaurus |
|  |              |
|  | Spinops      |
|  |              |

|                  | Achelousaurus |
|                  | |
| Pachyrhinosaurus | \| \| Pachyrhinosaurus canadensis \| \| \| \| \| \| Pachyrhinosaurus lakustai \| \| \| \| \| \| Pachyrhinosaurus perotorum \| \| \| \| |
|                  | \| \| Pachyrhinosaurus canadensis \| \| \| \| \| \| Pachyrhinosaurus lakustai \| \| \| \| \| \| Pachyrhinosaurus perotorum \| \| \| \| |
|                  | Pachyrhinosaurus canadensis |
|                  | |
|                  | Pachyrhinosaurus lakustai |
|                  | |
|                  | Pachyrhinosaurus perotorum |
|                  | |

|  | Pachyrhinosaurus canadensis |
|  |                             |
|  | Pachyrhinosaurus lakustai   |
|  |                             |
|  | Pachyrhinosaurus perotorum  |
|  |                             |

|                  | Achelousaurus |
|                  | |
| Pachyrhinosaurus | \| \| Pachyrhinosaurus canadensis \| \| \| \| \| \| Pachyrhinosaurus lakustai \| \| \| \| \| \| Pachyrhinosaurus perotorum \| \| \| \| |
|                  | \| \| Pachyrhinosaurus canadensis \| \| \| \| \| \| Pachyrhinosaurus lakustai \| \| \| \| \| \| Pachyrhinosaurus perotorum \| \| \| \| |
|                  | Pachyrhinosaurus canadensis |
|                  | |
|                  | Pachyrhinosaurus lakustai |
|                  | |
|                  | Pachyrhinosaurus perotorum |
|                  | |

|  | Pachyrhinosaurus canadensis |
|  |                             |
|  | Pachyrhinosaurus lakustai   |
|  |                             |
|  | Pachyrhinosaurus perotorum  |
|  |                             |

|  | Wendiceratops |
|  |               |
|  | Sinoceratops  |
|  |               |

|  | Rubeosaurus                                              |
|  |                                                          |
|  | Styracosaurus                                            |
|  |                                                          |
|  | Coronosaurus                                             |
|  |                                                          |
|  | \| \| Centrosaurus \| \| \| \| \| \| Spinops \| \| \| \| |
|  |                                                          |
|  | Centrosaurus                                             |
|  |                                                          |
|  | Spinops                                                  |
|  |                                                          |

|  | Centrosaurus |
|  |              |
|  | Spinops      |
|  |              |

|                  | Achelousaurus |
|                  | |
| Pachyrhinosaurus | \| \| Pachyrhinosaurus canadensis \| \| \| \| \| \| Pachyrhinosaurus lakustai \| \| \| \| \| \| Pachyrhinosaurus perotorum \| \| \| \| |
|                  | \| \| Pachyrhinosaurus canadensis \| \| \| \| \| \| Pachyrhinosaurus lakustai \| \| \| \| \| \| Pachyrhinosaurus perotorum \| \| \| \| |
|                  | Pachyrhinosaurus canadensis |
|                  | |
|                  | Pachyrhinosaurus lakustai |
|                  | |
|                  | Pachyrhinosaurus perotorum |
|                  | |

|  | Pachyrhinosaurus canadensis |
|  |                             |
|  | Pachyrhinosaurus lakustai   |
|  |                             |
|  | Pachyrhinosaurus perotorum  |
|  |                             |

|                  | Achelousaurus |
|                  | |
| Pachyrhinosaurus | \| \| Pachyrhinosaurus canadensis \| \| \| \| \| \| Pachyrhinosaurus lakustai \| \| \| \| \| \| Pachyrhinosaurus perotorum \| \| \| \| |
|                  | \| \| Pachyrhinosaurus canadensis \| \| \| \| \| \| Pachyrhinosaurus lakustai \| \| \| \| \| \| Pachyrhinosaurus perotorum \| \| \| \| |
|                  | Pachyrhinosaurus canadensis |
|                  | |
|                  | Pachyrhinosaurus lakustai |
|                  | |
|                  | Pachyrhinosaurus perotorum |
|                  | |

|  | Pachyrhinosaurus canadensis |
|  |                             |
|  | Pachyrhinosaurus lakustai   |
|  |                             |
|  | Pachyrhinosaurus perotorum  |
|  |                             |

|  | Rubeosaurus                                              |
|  |                                                          |
|  | Styracosaurus                                            |
|  |                                                          |
|  | Coronosaurus                                             |
|  |                                                          |
|  | \| \| Centrosaurus \| \| \| \| \| \| Spinops \| \| \| \| |
|  |                                                          |
|  | Centrosaurus                                             |
|  |                                                          |
|  | Spinops                                                  |
|  |                                                          |

|  | Centrosaurus |
|  |              |
|  | Spinops      |
|  |              |

|                  | Achelousaurus |
|                  | |
| Pachyrhinosaurus | \| \| Pachyrhinosaurus canadensis \| \| \| \| \| \| Pachyrhinosaurus lakustai \| \| \| \| \| \| Pachyrhinosaurus perotorum \| \| \| \| |
|                  | \| \| Pachyrhinosaurus canadensis \| \| \| \| \| \| Pachyrhinosaurus lakustai \| \| \| \| \| \| Pachyrhinosaurus perotorum \| \| \| \| |
|                  | Pachyrhinosaurus canadensis |
|                  | |
|                  | Pachyrhinosaurus lakustai |
|                  | |
|                  | Pachyrhinosaurus perotorum |
|                  | |

|  | Pachyrhinosaurus canadensis |
|  |                             |
|  | Pachyrhinosaurus lakustai   |
|  |                             |
|  | Pachyrhinosaurus perotorum  |
|  |                             |

|                  | Achelousaurus |
|                  | |
| Pachyrhinosaurus | \| \| Pachyrhinosaurus canadensis \| \| \| \| \| \| Pachyrhinosaurus lakustai \| \| \| \| \| \| Pachyrhinosaurus perotorum \| \| \| \| |
|                  | \| \| Pachyrhinosaurus canadensis \| \| \| \| \| \| Pachyrhinosaurus lakustai \| \| \| \| \| \| Pachyrhinosaurus perotorum \| \| \| \| |
|                  | Pachyrhinosaurus canadensis |
|                  | |
|                  | Pachyrhinosaurus lakustai |
|                  | |
|                  | Pachyrhinosaurus perotorum |
|                  | |

|  | Pachyrhinosaurus canadensis |
|  |                             |
|  | Pachyrhinosaurus lakustai   |
|  |                             |
|  | Pachyrhinosaurus perotorum  |
|  |                             |

|  | Yehuecauhceratops (CPC 274) |
|  |                             |
|  | Nasutoceratops              |
|  |                             |
|  | Avaceratops                 |
|  |                             |

|  | Wendiceratops |
|  |               |
|  | Sinoceratops  |
|  |               |

|  | Rubeosaurus                                              |
|  |                                                          |
|  | Styracosaurus                                            |
|  |                                                          |
|  | Coronosaurus                                             |
|  |                                                          |
|  | \| \| Centrosaurus \| \| \| \| \| \| Spinops \| \| \| \| |
|  |                                                          |
|  | Centrosaurus                                             |
|  |                                                          |
|  | Spinops                                                  |
|  |                                                          |

|  | Centrosaurus |
|  |              |
|  | Spinops      |
|  |              |

|                  | Achelousaurus |
|                  | |
| Pachyrhinosaurus | \| \| Pachyrhinosaurus canadensis \| \| \| \| \| \| Pachyrhinosaurus lakustai \| \| \| \| \| \| Pachyrhinosaurus perotorum \| \| \| \| |
|                  | \| \| Pachyrhinosaurus canadensis \| \| \| \| \| \| Pachyrhinosaurus lakustai \| \| \| \| \| \| Pachyrhinosaurus perotorum \| \| \| \| |
|                  | Pachyrhinosaurus canadensis |
|                  | |
|                  | Pachyrhinosaurus lakustai |
|                  | |
|                  | Pachyrhinosaurus perotorum |
|                  | |

|  | Pachyrhinosaurus canadensis |
|  |                             |
|  | Pachyrhinosaurus lakustai   |
|  |                             |
|  | Pachyrhinosaurus perotorum  |
|  |                             |

|                  | Achelousaurus |
|                  | |
| Pachyrhinosaurus | \| \| Pachyrhinosaurus canadensis \| \| \| \| \| \| Pachyrhinosaurus lakustai \| \| \| \| \| \| Pachyrhinosaurus perotorum \| \| \| \| |
|                  | \| \| Pachyrhinosaurus canadensis \| \| \| \| \| \| Pachyrhinosaurus lakustai \| \| \| \| \| \| Pachyrhinosaurus perotorum \| \| \| \| |
|                  | Pachyrhinosaurus canadensis |
|                  | |
|                  | Pachyrhinosaurus lakustai |
|                  | |
|                  | Pachyrhinosaurus perotorum |
|                  | |

|  | Pachyrhinosaurus canadensis |
|  |                             |
|  | Pachyrhinosaurus lakustai   |
|  |                             |
|  | Pachyrhinosaurus perotorum  |
|  |                             |

|  | Rubeosaurus                                              |
|  |                                                          |
|  | Styracosaurus                                            |
|  |                                                          |
|  | Coronosaurus                                             |
|  |                                                          |
|  | \| \| Centrosaurus \| \| \| \| \| \| Spinops \| \| \| \| |
|  |                                                          |
|  | Centrosaurus                                             |
|  |                                                          |
|  | Spinops                                                  |
|  |                                                          |

|  | Centrosaurus |
|  |              |
|  | Spinops      |
|  |              |

|                  | Achelousaurus |
|                  | |
| Pachyrhinosaurus | \| \| Pachyrhinosaurus canadensis \| \| \| \| \| \| Pachyrhinosaurus lakustai \| \| \| \| \| \| Pachyrhinosaurus perotorum \| \| \| \| |
|                  | \| \| Pachyrhinosaurus canadensis \| \| \| \| \| \| Pachyrhinosaurus lakustai \| \| \| \| \| \| Pachyrhinosaurus perotorum \| \| \| \| |
|                  | Pachyrhinosaurus canadensis |
|                  | |
|                  | Pachyrhinosaurus lakustai |
|                  | |
|                  | Pachyrhinosaurus perotorum |
|                  | |

|  | Pachyrhinosaurus canadensis |
|  |                             |
|  | Pachyrhinosaurus lakustai   |
|  |                             |
|  | Pachyrhinosaurus perotorum  |
|  |                             |

|                  | Achelousaurus |
|                  | |
| Pachyrhinosaurus | \| \| Pachyrhinosaurus canadensis \| \| \| \| \| \| Pachyrhinosaurus lakustai \| \| \| \| \| \| Pachyrhinosaurus perotorum \| \| \| \| |
|                  | \| \| Pachyrhinosaurus canadensis \| \| \| \| \| \| Pachyrhinosaurus lakustai \| \| \| \| \| \| Pachyrhinosaurus perotorum \| \| \| \| |
|                  | Pachyrhinosaurus canadensis |
|                  | |
|                  | Pachyrhinosaurus lakustai |
|                  | |
|                  | Pachyrhinosaurus perotorum |
|                  | |

|  | Pachyrhinosaurus canadensis |
|  |                             |
|  | Pachyrhinosaurus lakustai   |
|  |                             |
|  | Pachyrhinosaurus perotorum  |
|  |                             |

|  | Wendiceratops |
|  |               |
|  | Sinoceratops  |
|  |               |

|  | Rubeosaurus                                              |
|  |                                                          |
|  | Styracosaurus                                            |
|  |                                                          |
|  | Coronosaurus                                             |
|  |                                                          |
|  | \| \| Centrosaurus \| \| \| \| \| \| Spinops \| \| \| \| |
|  |                                                          |
|  | Centrosaurus                                             |
|  |                                                          |
|  | Spinops                                                  |
|  |                                                          |

|  | Centrosaurus |
|  |              |
|  | Spinops      |
|  |              |

|                  | Achelousaurus |
|                  | |
| Pachyrhinosaurus | \| \| Pachyrhinosaurus canadensis \| \| \| \| \| \| Pachyrhinosaurus lakustai \| \| \| \| \| \| Pachyrhinosaurus perotorum \| \| \| \| |
|                  | \| \| Pachyrhinosaurus canadensis \| \| \| \| \| \| Pachyrhinosaurus lakustai \| \| \| \| \| \| Pachyrhinosaurus perotorum \| \| \| \| |
|                  | Pachyrhinosaurus canadensis |
|                  | |
|                  | Pachyrhinosaurus lakustai |
|                  | |
|                  | Pachyrhinosaurus perotorum |
|                  | |

|  | Pachyrhinosaurus canadensis |
|  |                             |
|  | Pachyrhinosaurus lakustai   |
|  |                             |
|  | Pachyrhinosaurus perotorum  |
|  |                             |

|                  | Achelousaurus |
|                  | |
| Pachyrhinosaurus | \| \| Pachyrhinosaurus canadensis \| \| \| \| \| \| Pachyrhinosaurus lakustai \| \| \| \| \| \| Pachyrhinosaurus perotorum \| \| \| \| |
|                  | \| \| Pachyrhinosaurus canadensis \| \| \| \| \| \| Pachyrhinosaurus lakustai \| \| \| \| \| \| Pachyrhinosaurus perotorum \| \| \| \| |
|                  | Pachyrhinosaurus canadensis |
|                  | |
|                  | Pachyrhinosaurus lakustai |
|                  | |
|                  | Pachyrhinosaurus perotorum |
|                  | |

|  | Pachyrhinosaurus canadensis |
|  |                             |
|  | Pachyrhinosaurus lakustai   |
|  |                             |
|  | Pachyrhinosaurus perotorum  |
|  |                             |

|  | Rubeosaurus                                              |
|  |                                                          |
|  | Styracosaurus                                            |
|  |                                                          |
|  | Coronosaurus                                             |
|  |                                                          |
|  | \| \| Centrosaurus \| \| \| \| \| \| Spinops \| \| \| \| |
|  |                                                          |
|  | Centrosaurus                                             |
|  |                                                          |
|  | Spinops                                                  |
|  |                                                          |

|  | Centrosaurus |
|  |              |
|  | Spinops      |
|  |              |

|                  | Achelousaurus |
|                  | |
| Pachyrhinosaurus | \| \| Pachyrhinosaurus canadensis \| \| \| \| \| \| Pachyrhinosaurus lakustai \| \| \| \| \| \| Pachyrhinosaurus perotorum \| \| \| \| |
|                  | \| \| Pachyrhinosaurus canadensis \| \| \| \| \| \| Pachyrhinosaurus lakustai \| \| \| \| \| \| Pachyrhinosaurus perotorum \| \| \| \| |
|                  | Pachyrhinosaurus canadensis |
|                  | |
|                  | Pachyrhinosaurus lakustai |
|                  | |
|                  | Pachyrhinosaurus perotorum |
|                  | |

|  | Pachyrhinosaurus canadensis |
|  |                             |
|  | Pachyrhinosaurus lakustai   |
|  |                             |
|  | Pachyrhinosaurus perotorum  |
|  |                             |

|                  | Achelousaurus |
|                  | |
| Pachyrhinosaurus | \| \| Pachyrhinosaurus canadensis \| \| \| \| \| \| Pachyrhinosaurus lakustai \| \| \| \| \| \| Pachyrhinosaurus perotorum \| \| \| \| |
|                  | \| \| Pachyrhinosaurus canadensis \| \| \| \| \| \| Pachyrhinosaurus lakustai \| \| \| \| \| \| Pachyrhinosaurus perotorum \| \| \| \| |
|                  | Pachyrhinosaurus canadensis |
|                  | |
|                  | Pachyrhinosaurus lakustai |
|                  | |
|                  | Pachyrhinosaurus perotorum |
|                  | |

|  | Pachyrhinosaurus canadensis |
|  |                             |
|  | Pachyrhinosaurus lakustai   |
|  |                             |
|  | Pachyrhinosaurus perotorum  |
|  |                             |

|  | Wendiceratops |
|  |               |
|  | Sinoceratops  |
|  |               |

|  | Rubeosaurus                                              |
|  |                                                          |
|  | Styracosaurus                                            |
|  |                                                          |
|  | Coronosaurus                                             |
|  |                                                          |
|  | \| \| Centrosaurus \| \| \| \| \| \| Spinops \| \| \| \| |
|  |                                                          |
|  | Centrosaurus                                             |
|  |                                                          |
|  | Spinops                                                  |
|  |                                                          |

|  | Centrosaurus |
|  |              |
|  | Spinops      |
|  |              |

|                  | Achelousaurus |
|                  | |
| Pachyrhinosaurus | \| \| Pachyrhinosaurus canadensis \| \| \| \| \| \| Pachyrhinosaurus lakustai \| \| \| \| \| \| Pachyrhinosaurus perotorum \| \| \| \| |
|                  | \| \| Pachyrhinosaurus canadensis \| \| \| \| \| \| Pachyrhinosaurus lakustai \| \| \| \| \| \| Pachyrhinosaurus perotorum \| \| \| \| |
|                  | Pachyrhinosaurus canadensis |
|                  | |
|                  | Pachyrhinosaurus lakustai |
|                  | |
|                  | Pachyrhinosaurus perotorum |
|                  | |

|  | Pachyrhinosaurus canadensis |
|  |                             |
|  | Pachyrhinosaurus lakustai   |
|  |                             |
|  | Pachyrhinosaurus perotorum  |
|  |                             |

|                  | Achelousaurus |
|                  | |
| Pachyrhinosaurus | \| \| Pachyrhinosaurus canadensis \| \| \| \| \| \| Pachyrhinosaurus lakustai \| \| \| \| \| \| Pachyrhinosaurus perotorum \| \| \| \| |
|                  | \| \| Pachyrhinosaurus canadensis \| \| \| \| \| \| Pachyrhinosaurus lakustai \| \| \| \| \| \| Pachyrhinosaurus perotorum \| \| \| \| |
|                  | Pachyrhinosaurus canadensis |
|                  | |
|                  | Pachyrhinosaurus lakustai |
|                  | |
|                  | Pachyrhinosaurus perotorum |
|                  | |

|  | Pachyrhinosaurus canadensis |
|  |                             |
|  | Pachyrhinosaurus lakustai   |
|  |                             |
|  | Pachyrhinosaurus perotorum  |
|  |                             |

|  | Rubeosaurus                                              |
|  |                                                          |
|  | Styracosaurus                                            |
|  |                                                          |
|  | Coronosaurus                                             |
|  |                                                          |
|  | \| \| Centrosaurus \| \| \| \| \| \| Spinops \| \| \| \| |
|  |                                                          |
|  | Centrosaurus                                             |
|  |                                                          |
|  | Spinops                                                  |
|  |                                                          |

|  | Centrosaurus |
|  |              |
|  | Spinops      |
|  |              |

|                  | Achelousaurus |
|                  | |
| Pachyrhinosaurus | \| \| Pachyrhinosaurus canadensis \| \| \| \| \| \| Pachyrhinosaurus lakustai \| \| \| \| \| \| Pachyrhinosaurus perotorum \| \| \| \| |
|                  | \| \| Pachyrhinosaurus canadensis \| \| \| \| \| \| Pachyrhinosaurus lakustai \| \| \| \| \| \| Pachyrhinosaurus perotorum \| \| \| \| |
|                  | Pachyrhinosaurus canadensis |
|                  | |
|                  | Pachyrhinosaurus lakustai |
|                  | |
|                  | Pachyrhinosaurus perotorum |
|                  | |

|  | Pachyrhinosaurus canadensis |
|  |                             |
|  | Pachyrhinosaurus lakustai   |
|  |                             |
|  | Pachyrhinosaurus perotorum  |
|  |                             |

|                  | Achelousaurus |
|                  | |
| Pachyrhinosaurus | \| \| Pachyrhinosaurus canadensis \| \| \| \| \| \| Pachyrhinosaurus lakustai \| \| \| \| \| \| Pachyrhinosaurus perotorum \| \| \| \| |
|                  | \| \| Pachyrhinosaurus canadensis \| \| \| \| \| \| Pachyrhinosaurus lakustai \| \| \| \| \| \| Pachyrhinosaurus perotorum \| \| \| \| |
|                  | Pachyrhinosaurus canadensis |
|                  | |
|                  | Pachyrhinosaurus lakustai |
|                  | |
|                  | Pachyrhinosaurus perotorum |
|                  | |

|  | Pachyrhinosaurus canadensis |
|  |                             |
|  | Pachyrhinosaurus lakustai   |
|  |                             |
|  | Pachyrhinosaurus perotorum  |
|  |                             |

|  | Wendiceratops |
|  |               |
|  | Sinoceratops  |
|  |               |

|  | Rubeosaurus                                              |
|  |                                                          |
|  | Styracosaurus                                            |
|  |                                                          |
|  | Coronosaurus                                             |
|  |                                                          |
|  | \| \| Centrosaurus \| \| \| \| \| \| Spinops \| \| \| \| |
|  |                                                          |
|  | Centrosaurus                                             |
|  |                                                          |
|  | Spinops                                                  |
|  |                                                          |

|  | Centrosaurus |
|  |              |
|  | Spinops      |
|  |              |

|                  | Achelousaurus |
|                  | |
| Pachyrhinosaurus | \| \| Pachyrhinosaurus canadensis \| \| \| \| \| \| Pachyrhinosaurus lakustai \| \| \| \| \| \| Pachyrhinosaurus perotorum \| \| \| \| |
|                  | \| \| Pachyrhinosaurus canadensis \| \| \| \| \| \| Pachyrhinosaurus lakustai \| \| \| \| \| \| Pachyrhinosaurus perotorum \| \| \| \| |
|                  | Pachyrhinosaurus canadensis |
|                  | |
|                  | Pachyrhinosaurus lakustai |
|                  | |
|                  | Pachyrhinosaurus perotorum |
|                  | |

|  | Pachyrhinosaurus canadensis |
|  |                             |
|  | Pachyrhinosaurus lakustai   |
|  |                             |
|  | Pachyrhinosaurus perotorum  |
|  |                             |

|                  | Achelousaurus |
|                  | |
| Pachyrhinosaurus | \| \| Pachyrhinosaurus canadensis \| \| \| \| \| \| Pachyrhinosaurus lakustai \| \| \| \| \| \| Pachyrhinosaurus perotorum \| \| \| \| |
|                  | \| \| Pachyrhinosaurus canadensis \| \| \| \| \| \| Pachyrhinosaurus lakustai \| \| \| \| \| \| Pachyrhinosaurus perotorum \| \| \| \| |
|                  | Pachyrhinosaurus canadensis |
|                  | |
|                  | Pachyrhinosaurus lakustai |
|                  | |
|                  | Pachyrhinosaurus perotorum |
|                  | |

|  | Pachyrhinosaurus canadensis |
|  |                             |
|  | Pachyrhinosaurus lakustai   |
|  |                             |
|  | Pachyrhinosaurus perotorum  |
|  |                             |

|  | Rubeosaurus                                              |
|  |                                                          |
|  | Styracosaurus                                            |
|  |                                                          |
|  | Coronosaurus                                             |
|  |                                                          |
|  | \| \| Centrosaurus \| \| \| \| \| \| Spinops \| \| \| \| |
|  |                                                          |
|  | Centrosaurus                                             |
|  |                                                          |
|  | Spinops                                                  |
|  |                                                          |

|  | Centrosaurus |
|  |              |
|  | Spinops      |
|  |              |

|                  | Achelousaurus |
|                  | |
| Pachyrhinosaurus | \| \| Pachyrhinosaurus canadensis \| \| \| \| \| \| Pachyrhinosaurus lakustai \| \| \| \| \| \| Pachyrhinosaurus perotorum \| \| \| \| |
|                  | \| \| Pachyrhinosaurus canadensis \| \| \| \| \| \| Pachyrhinosaurus lakustai \| \| \| \| \| \| Pachyrhinosaurus perotorum \| \| \| \| |
|                  | Pachyrhinosaurus canadensis |
|                  | |
|                  | Pachyrhinosaurus lakustai |
|                  | |
|                  | Pachyrhinosaurus perotorum |
|                  | |

|  | Pachyrhinosaurus canadensis |
|  |                             |
|  | Pachyrhinosaurus lakustai   |
|  |                             |
|  | Pachyrhinosaurus perotorum  |
|  |                             |

|                  | Achelousaurus |
|                  | |
| Pachyrhinosaurus | \| \| Pachyrhinosaurus canadensis \| \| \| \| \| \| Pachyrhinosaurus lakustai \| \| \| \| \| \| Pachyrhinosaurus perotorum \| \| \| \| |
|                  | \| \| Pachyrhinosaurus canadensis \| \| \| \| \| \| Pachyrhinosaurus lakustai \| \| \| \| \| \| Pachyrhinosaurus perotorum \| \| \| \| |
|                  | Pachyrhinosaurus canadensis |
|                  | |
|                  | Pachyrhinosaurus lakustai |
|                  | |
|                  | Pachyrhinosaurus perotorum |
|                  | |

|  | Pachyrhinosaurus canadensis |
|  |                             |
|  | Pachyrhinosaurus lakustai   |
|  |                             |
|  | Pachyrhinosaurus perotorum  |
|  |                             |

|  | Yehuecauhceratops (CPC 274) |
|  |                             |
|  | Nasutoceratops              |
|  |                             |
|  | Avaceratops                 |
|  |                             |

## Paleoecología

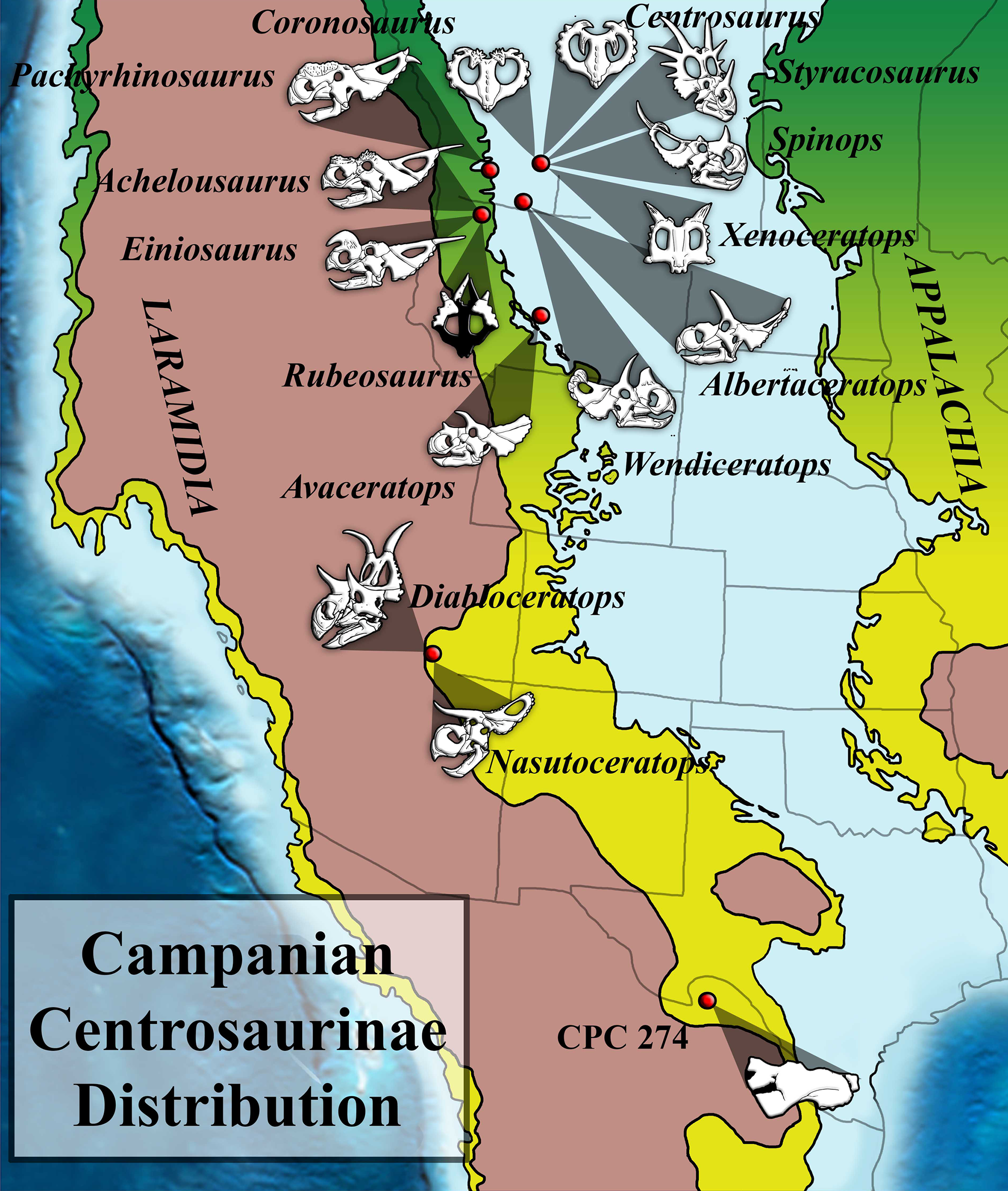
Restos de centrosaurinos superpuestos a un mapa de América del Norte en el Campaniense; Yehuecauhceratops (CPC 274) está en el fondo.

El ambiente en que vivió Yehuecauhceratops, correspondiente a la zona inferior de la Formación Aguja, debió de haber sido un pantano costero con agua salada a salobre con planicies de inundación que eran parte del delta de un río. Los sedimentos también registran la presencia de meandros abandonados y algunos depósitos marinos costeros. Aunque los estratos mexicanos de la Formación Aguja no han sido datados con exactitud, la datación de otros depósitos pertenecientes a la Formación Aguja y la contemporánea Formación Cerro del Pueblo han producido rangos temporales que convergen en cerca de 72.5 millones de años. En México, la diversidad de animales de la Fm. Aguja es algo limitada. Aparte de Yehuecauhceratops, otros taxones descubiertos incluyen al casmosaurino Agujaceratops mavericus, dientes de paquicefalosaurios; grandes tibias de hadrosáuridos; dientes de crocodilianos; y fragmentos de caparazón de tortugas baénidas y trioníquidas.
En los depósitos contemporáneos de la Formación Aguja en Texas, se conocen varios dinosaurios; entre ellos el casmosaurino Agujaceratops mariscalensis, el saurolofino Kritosaurus, el paquicefalosaurio Texacephale, y el taxón dental Richardoestesia, así como lambeosaurinos, nodosáuridos, tiranosáuridos, ornitomímidos, cenagnátidos y dromeosáuridos sin nombrar. Entre la fauna no dinosauriana se incluye el aligatoroide gigante Deinosuchus y un goniofolídido; los escamosos Odaxosaurus, Proxestops, Restes, Sauriscus y varios taxones sin nombrar; las tortugas "Baena" y "Aspideretes", así como otros quelonio; los anfibios Albanerpeton, un escaferpetónido, una salamandra y una rana; los mamíferos Cimolomys, Meniscoessus, Cimolodon, Alphadon, Turgidodon, Pediomys, Gallolestes y otros; varios peces óseos; y los condrictios Hybodus, Lissodus, Scapanorhynchys, Onchopristis, Ischyrhiza, Squatirhina, Ptychotrygon y otros.
Aunque los ceratópsidos eran muy comunes en los depósitos de Laramidia al norte de Colorado, hay muy pocos de ellos en el sur, y de estos aún menos que preserven material realmente diagnóstico. Los centrosaurinos, a pesar de su material limitado, parecen haber sido algo más comunes en el sur. No obstante se conocen también varios casmosaurinos de México, como Agujaceratops mavericus y Coahuilaceratops magnacuerna (de la Formación Cerro de Pueblo). Esto es coherente con una probable separación de la flora relacionada con la diferencia climática entre el norte y el sur de Laramidia durante el Campaniense. En particular, en la zona tejana de la Fm. Aguja, las dicotiledóneas Metcalfeoxylon y Agujoxylon eran predominantes. En contraste, las plantas coníferas eran más abundantes en las regiones al norte. Observando la fauna de la Fm. Aguja, Yehuecauhceratops era relativamente pequeño en comparación con el gigantesco Coahuilaceratops, mientras que Agujaceratops estaba en el medio; esto sugiere algún tipo de repartición ecológica basada en la dieta entre estos tres ceratópsidos.